# 3. April
Der 3. April ist der 93. Tag des gregorianischen Kalenders (der 94. in Schaltjahren), somit bleiben 272 Tage bis zum Jahresende.

## Ereignisse

### Politik und Weltgeschehen
- 0013: Der römische Kaiser Augustus schließt sein Testament ab und fügt den Rechenschaftsbericht Res gestae divi Augusti für gewünschte Inschriften bei.
- 1043: Der seit dem Vorjahr regierende Angelsachse Eduard der Bekenner aus dem Haus Wessex wird im Münster von Winchester zum König von England gekrönt.
- 1254: Im Frieden von Ofen einigen sich der böhmische König Ottokar II. Přemysl und der ungarische König Béla IV. über die Aufteilung des Herzogtums Österreich und des Herzogtums Steiermark.
- 1367: In der Schlacht von Nájera während des Hundertjährigen Kriegs unterliegt der mit seinem franko-kastilischen Heer zahlenmäßig überlegene König Heinrich II. von Kastilien in einer offenen Feldschlacht englischen Truppen unter Sir John Chandos.

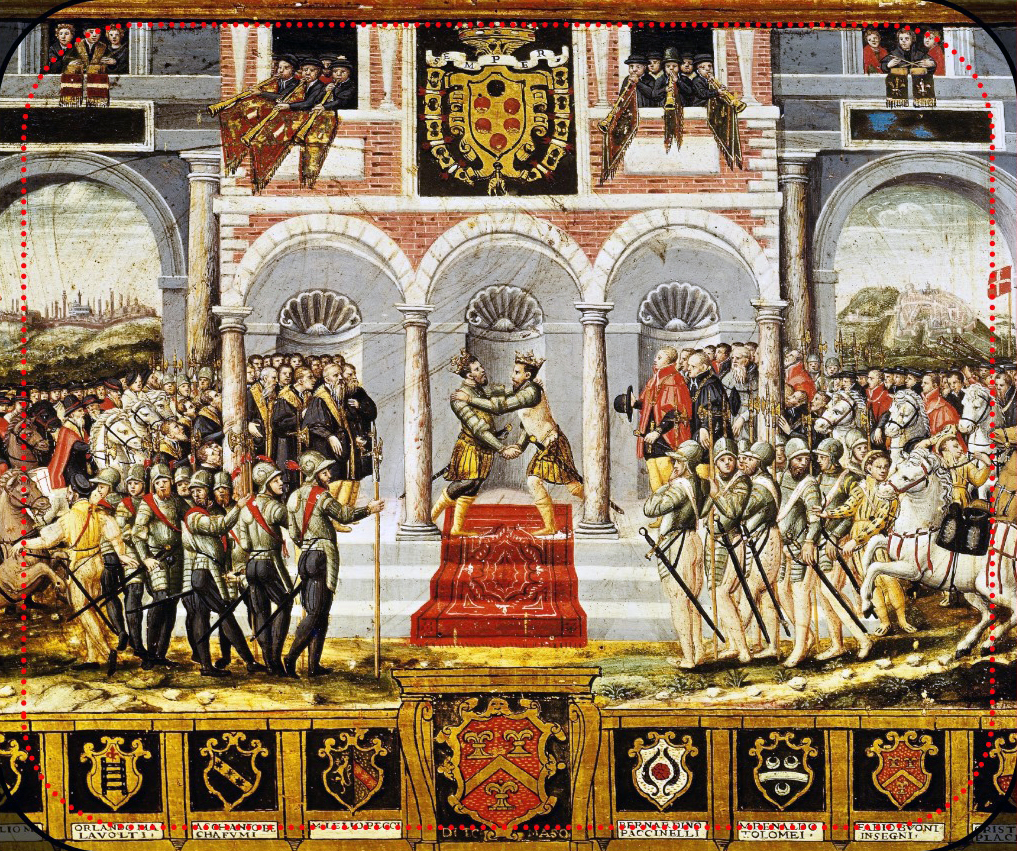
1559: Frieden von Cateau-Cambrésis

- 1559: Der Frieden von Cateau-Cambrésis beendet den Spanisch-Französischen Krieg zwischen Heinrich II. von Frankreich und Philipp II. von Spanien um die Vormachtstellung in Europa. Frankreich muss auf all seine Kriegsziele verzichten.

1661: Flagge der Englischen Ostindien-Kompanie

- 1661: Die Englische Ostindien-Kompanie erhält von König Karl II. die Zivilgerichtsbarkeit und die Militärgewalt in Indien übertragen und darf dort gegen „Ungläubige“ Kriege führen oder Friedensschlüsse vereinbaren.
- 1764: Der Habsburger Joseph II. wird in Frankfurt am Main zum römisch-deutschen König gekrönt.
- 1811: In der Schlacht von Sabugal setzen sich englische und portugiesische Truppen gegen das französische Heer durch und zwingen die napoleonischen Invasoren damit endgültig zum Verlassen Portugals.

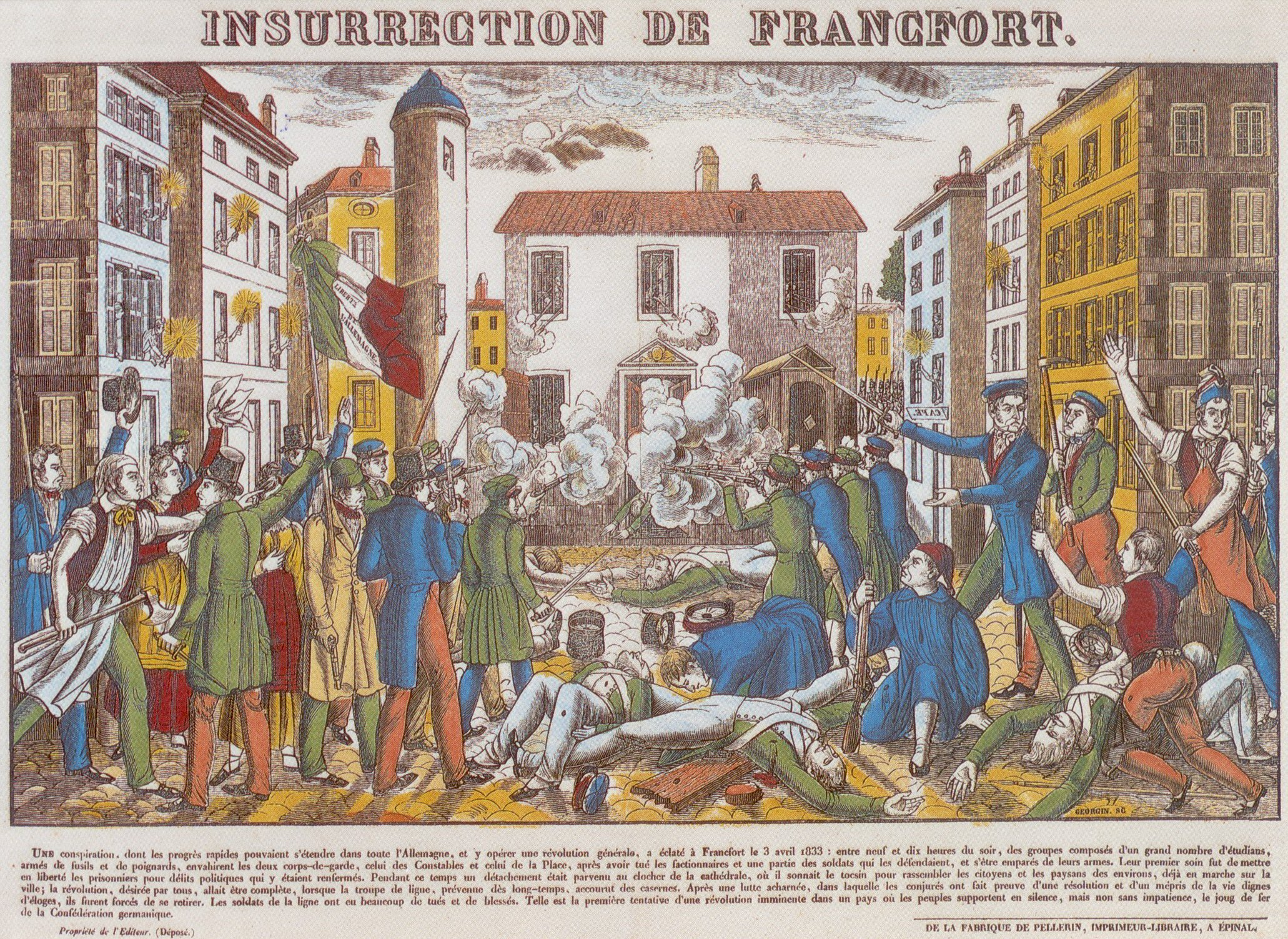
1833: Frankfurter Wachensturm

- 1833: 50 Aufständische unter Gustav Bunsen, Gustav Körner und Theodor Engelmann versuchen in Frankfurt am Main die Hauptwache und die Konstablerwache zu erstürmen, um dort inhaftierte Journalisten zu befreien. Mit der Niederschlagung des Frankfurter Wachensturmes scheitert vorerst der Versuch einer gesamtdeutschen revolutionären Erhebung.

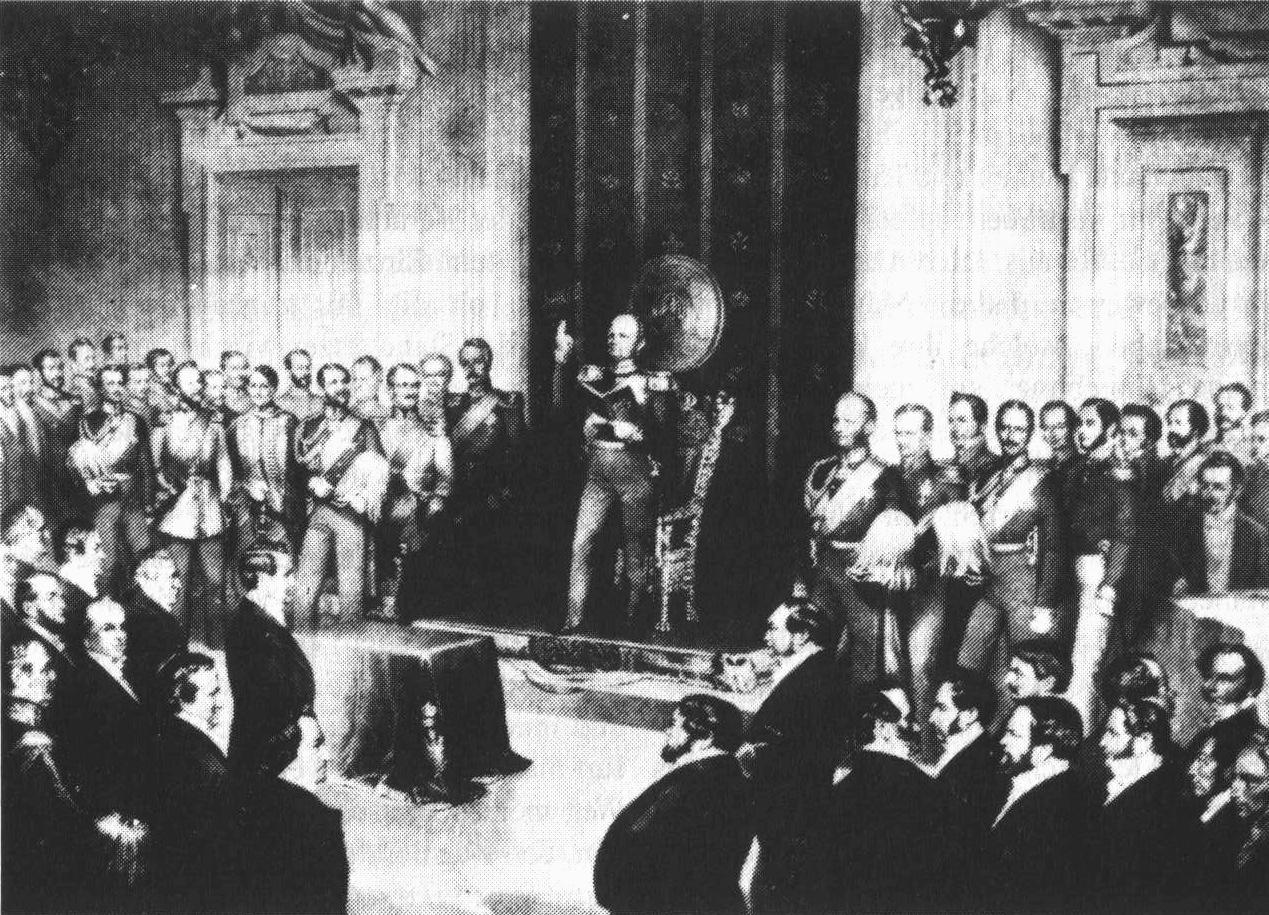
1849: Die Kaiserdeputation

- 1849: Die Kaiserdeputation der Frankfurter Nationalversammlung bietet in Verfolgung der kleindeutschen Lösung dem preußischen König Friedrich Wilhelm IV. die deutsche Kaiserkrone an. Mit dessen Ablehnung des Diadems aus Dreck und Letten scheitert die deutsche Einigung „von unten“ ebenso wie letztlich die Deutsche Revolution 1848/1849.
- 1865: Truppen der Nordstaaten erobern im Amerikanischen Bürgerkrieg Richmond in Virginia, die Hauptstadt der Konföderierten Staaten von Amerika.
- 1913: Die Suffragette Emmeline Pankhurst wird wegen eines Bombenanschlags auf das Landhaus des britischen Schatzkanzlers David Lloyd George zu drei Jahren Haft verurteilt.
- 1919: Die Republik Deutschösterreich schafft mit dem Adelsaufhebungsgesetz den Adel, weltliche Orden und zahlreiche Titel aus der Zeit der Monarchie ab. Gleichzeitig wird auch das Gesetz betreffend die Landesverweisung und die Übernahme des Vermögens des Hauses Habsburg-Lothringen beschlossen.
- 1922: Josef Stalin wird zum Generalsekretär des Zentralkomitees der Kommunistischen Partei Russlands gewählt.
- 1940: Auf einen Befehl des Politbüros der KPdSU beginnen Einheiten des sowjetischen Innenministeriums NKWD nach der sowjetischen Besetzung Ostpolens mit der Ermordung tausender polnischer Offiziere und Intellektueller. Das Massaker in Katyn und anderen Städten dauert bis zum 22. Mai.
- 1945: Sowjetische Truppen unter Fjodor Iwanowitsch Tolbuchin erreichen im Zweiten Weltkrieg die Stadt Baden und beginnen damit, Wien in einer Zangenbewegung einzuschließen. Der Kampf um Alland eröffnet bereits am nächsten Tag die Schlacht um Wien.
- 1946: Homma Masaharu, ein japanischer Führungsoffizier, der 1942 nach der Eroberung der Philippinen den Todesmarsch von Bataan angeordnet hat, wird hingerichtet.

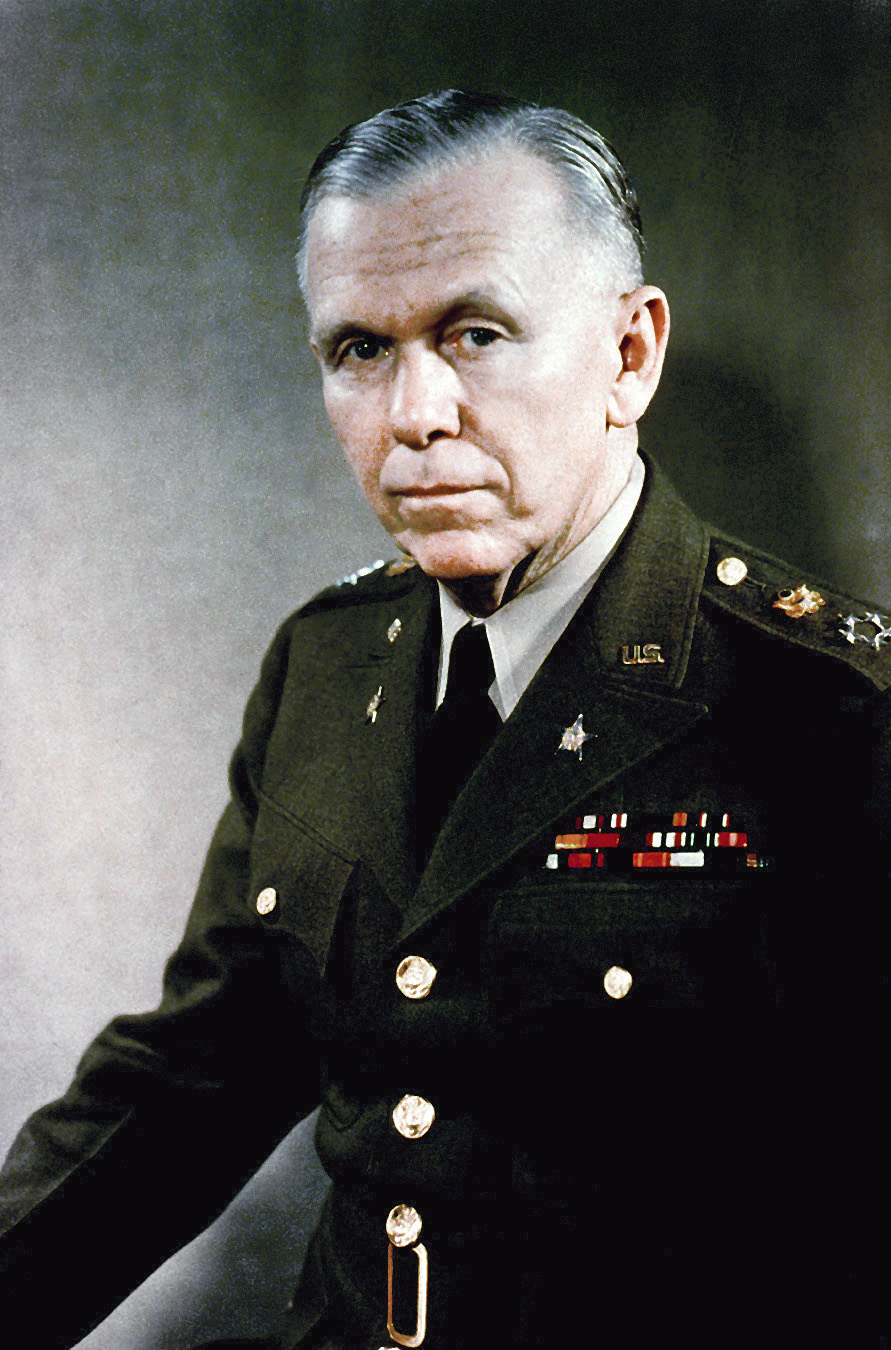
1948: George C. Marshall

- 1948: US-Präsident Harry S. Truman unterschreibt das von Außenminister George C. Marshall entwickelte European Recovery Program für den Wiederaufbau Westeuropas nach dem Zweiten Weltkrieg. Nach seinem Entwickler erhält das Programm den populären Namen Marshallplan.
- 1948: Auf der südkoreanischen Insel Jeju kommt es zu einem Aufstand, der durch die Polizei und Armee niedergeschlagen wird. Bis Mai 1949 sterben bis zu 30.000 Menschen in diesem Konflikt.
- 1949: Als dritter Staat nach dem Königreich Ägypten und dem Libanon schließt Jordanien ein Waffenstillstandsabkommen mit Israel nach dem Palästinakrieg. Erst am 25. Juli 1994 folgt ein Friedensvertrag zwischen diesen beiden Ländern.
- 1982: 24 Stunden nach der Landung argentinischer Truppen auf den Falklandinseln billigt das britische House of Commons militärische Maßnahmen zur Rückeroberung.
- 1984: Nur sieben Tage nach seinem Amtsantritt als Interimspräsident von Guinea wird Louis Lansana Béavogui durch einen Militärputsch gestürzt. Oberst Lansana Conté wird Staatschef, Oberst Diarra Traoré wird Regierungschef.

1991: Flagge von São Tomé und Príncipe

- 1991: Miguel Trovoada tritt sein Amt als erstes frei gewähltes Staatsoberhaupt des afrikanischen Inselstaates São Tomé und Príncipe an.
- 1992: Ramiz Alia tritt als letzter kommunistischer Staatschef von Albanien zurück.
- 2002: Ägyptens Präsident Husni Mubarak friert als Reaktion auf die gezielte Tötung von Palästinenserführern durch die israelische Armee die Beziehungen zu Israel teilweise ein.
- 2004: Im Madrider Vorort Leganés kommt es zu einem Schusswechsel zwischen der spanischen Polizei und mutmaßlichen Urhebern der Madrider Zuganschläge vom 11. März. Die Gesuchten sprengen sich schließlich selbst in die Luft.

### Wirtschaft

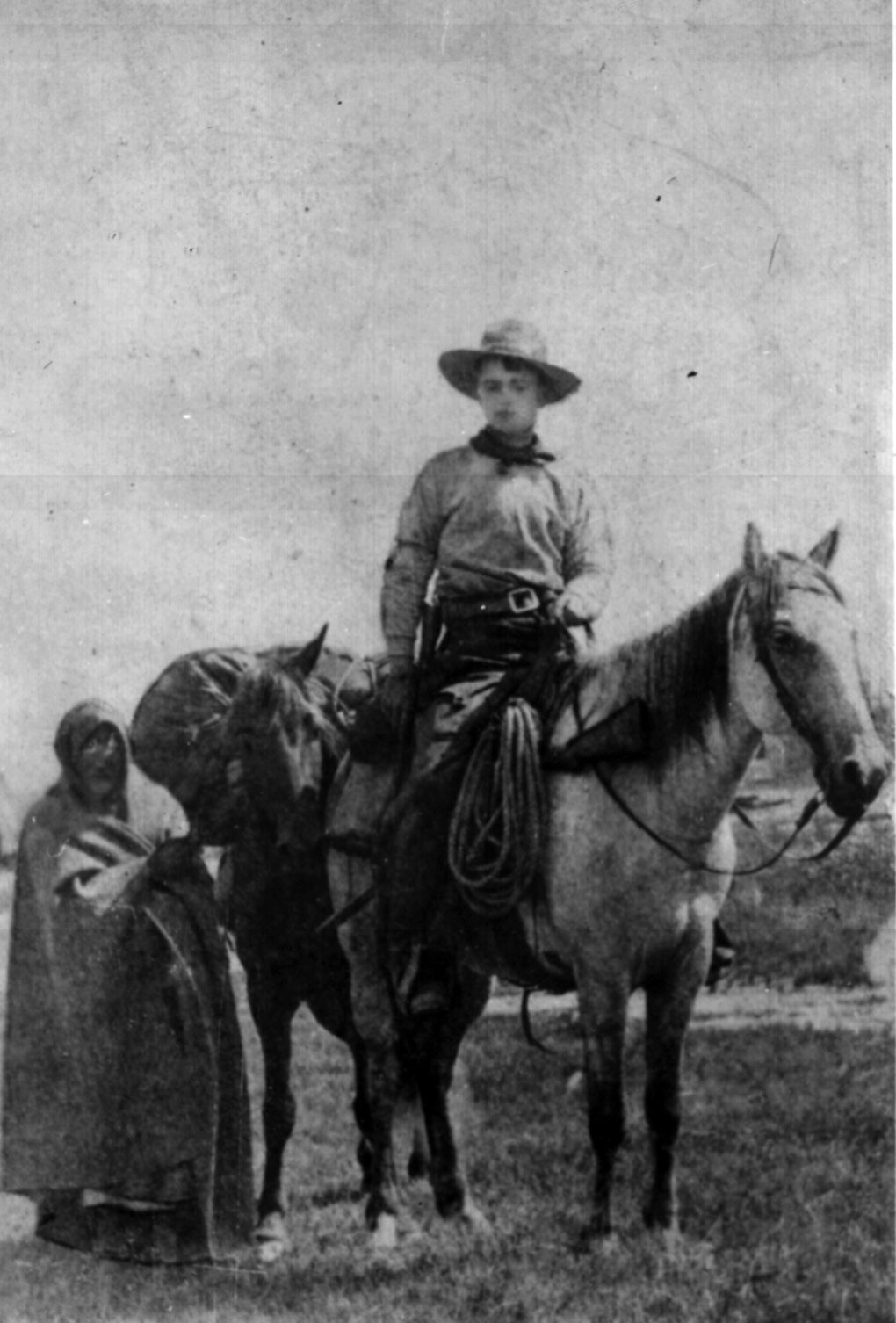
1860: Der Pony Express

- 1860: Auf Initiative von William Hepburn Russell nimmt in den USA der Pony-Express zur Postzustellung seinen Betrieb auf. Das Unternehmen wird ein finanzielles Desaster, entwickelt sich jedoch zu einem nationalen Mythos.

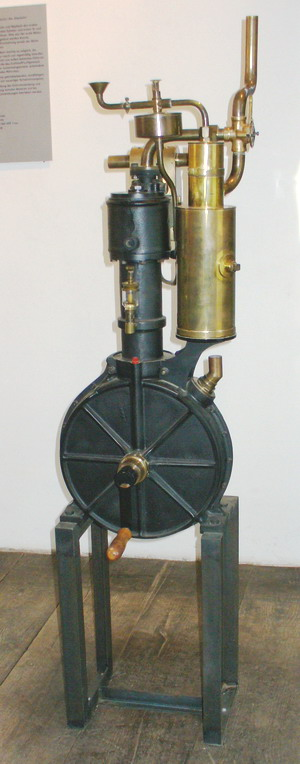
1885: Standuhr-Motor

- 1885: Gottlieb Daimler erhält auf den von ihm erfundenen Standuhr-Motor ein Reichspatent. Er treibt das erste Motorrad mit Benzinmotor, den sogenannten Reitwagen, an.
- 1926: Honduras führt per Dekret als Ersatz für den Peso da Plata den Lempira als Währung ein. Die ersten Münzen werden 1931 in Umlauf gebracht.
- 1929: In Deutschland wird das Patent auf den Hellschreiber gültig, ein von Rudolf Hell erfundenes Fernschreibgerät.

### Wissenschaft und Technik
- 1913: Der Turbinendampfer Vaterland läuft in Hamburg als größtes Passagierschiff der Welt vom Stapel.
- 1966: Mit der sowjetischen Raumsonde Luna 10 schwenkt erstmals ein Satellit in eine Umlaufbahn um den Mond ein. Die Sowjetunion hat damit im „Wettlauf ins All“ weiterhin einen Vorsprung vor den USA.
- 2007: Ein umgebauter Hochgeschwindigkeitszug TGV, der V150, erreicht auf der Strecke Strasbourg–Paris 574,8 km/h und stellt damit einen neuen Geschwindigkeitsrekord für radgebundene Schienenfahrzeuge auf, der bisher vom TGV Atlantique gehalten worden ist.

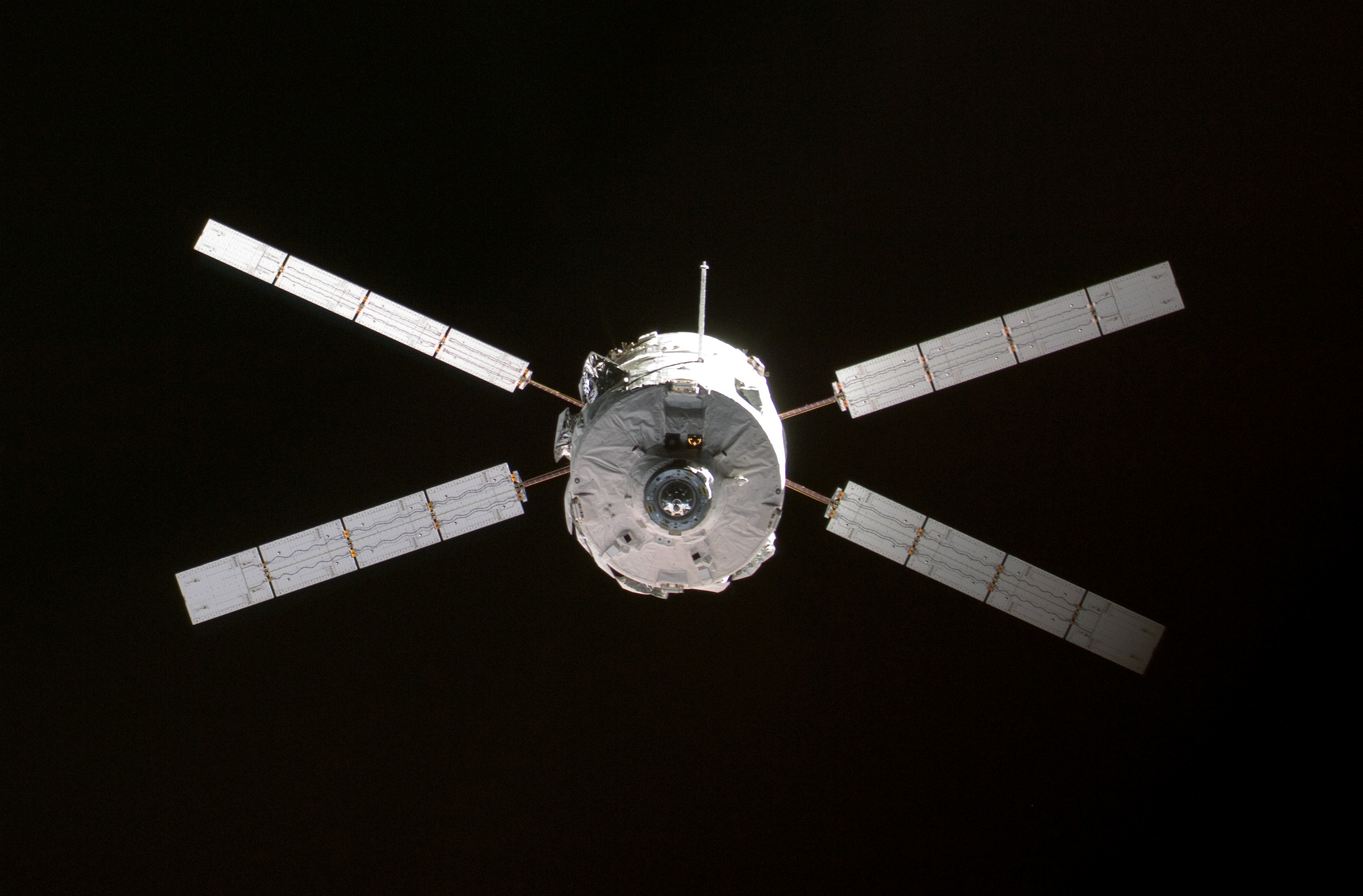
2008: ATV-1 „Jules Verne“ beim Anflug zur ISS

- 2008: Das ATV-1 „Jules Verne“ führt erstmals ein völlig automatisches Rendezvous- und Andockmanöver an der ISS erfolgreich durch.

### Kultur
- 1867: An der Opéra-Comique in Paris erfolgt die Uraufführung der Oper La Grand' Tante von Jules Massenet.

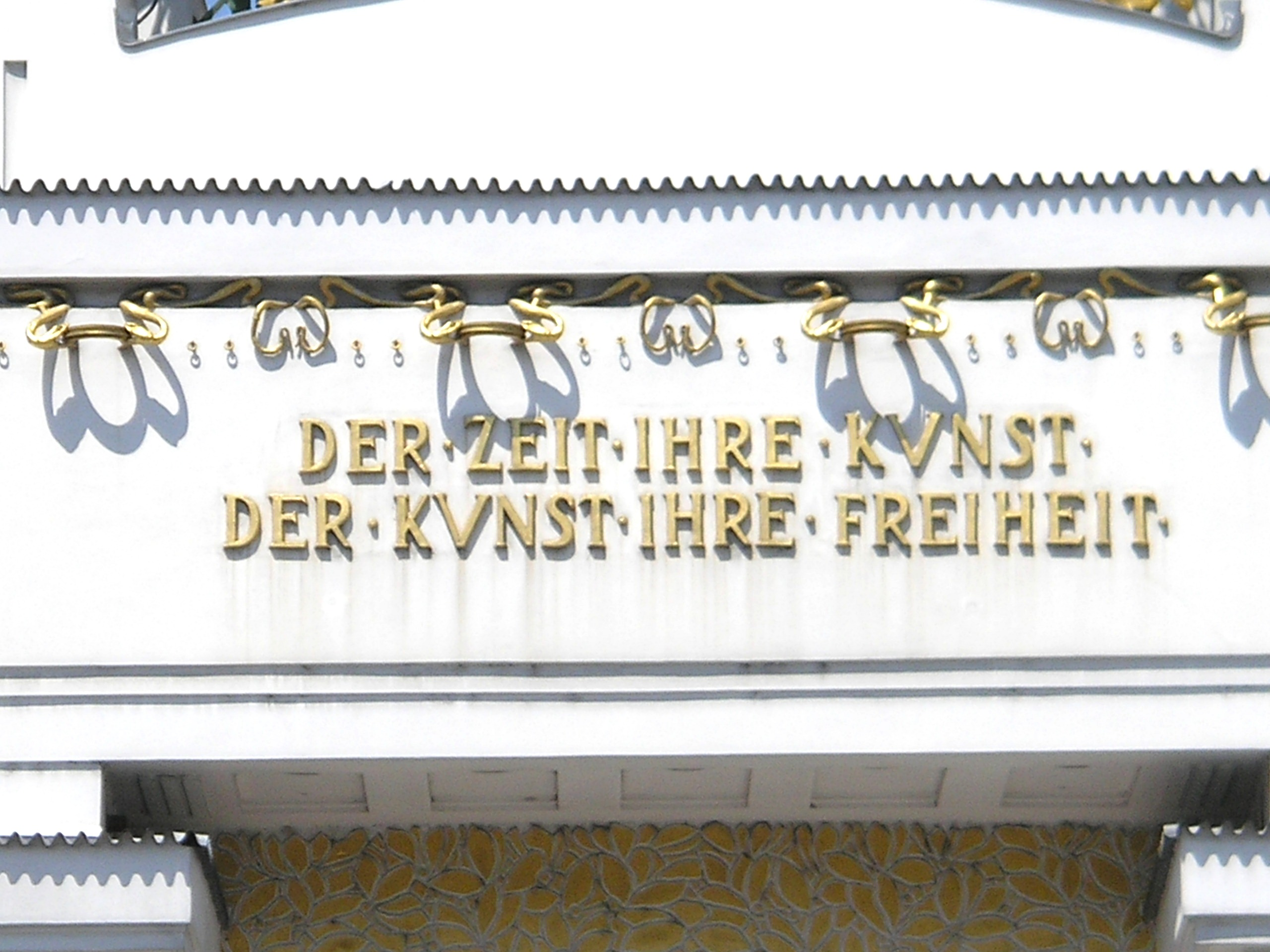
1897: Wahlspruch der Wiener Secessionisten

- 1897: Gustav Klimt, Koloman Moser, Josef Hoffmann, Joseph Maria Olbrich, Max Kurzweil, Josef Engelhart, Ernst Stöhr, Wilhelm List und weitere Künstler gründen die Wiener Secession als Abspaltung vom Wiener Künstlerhaus. Sie wenden sich damit gegen den dort herrschenden Konservatismus und traditionellen Kunstbegriff.

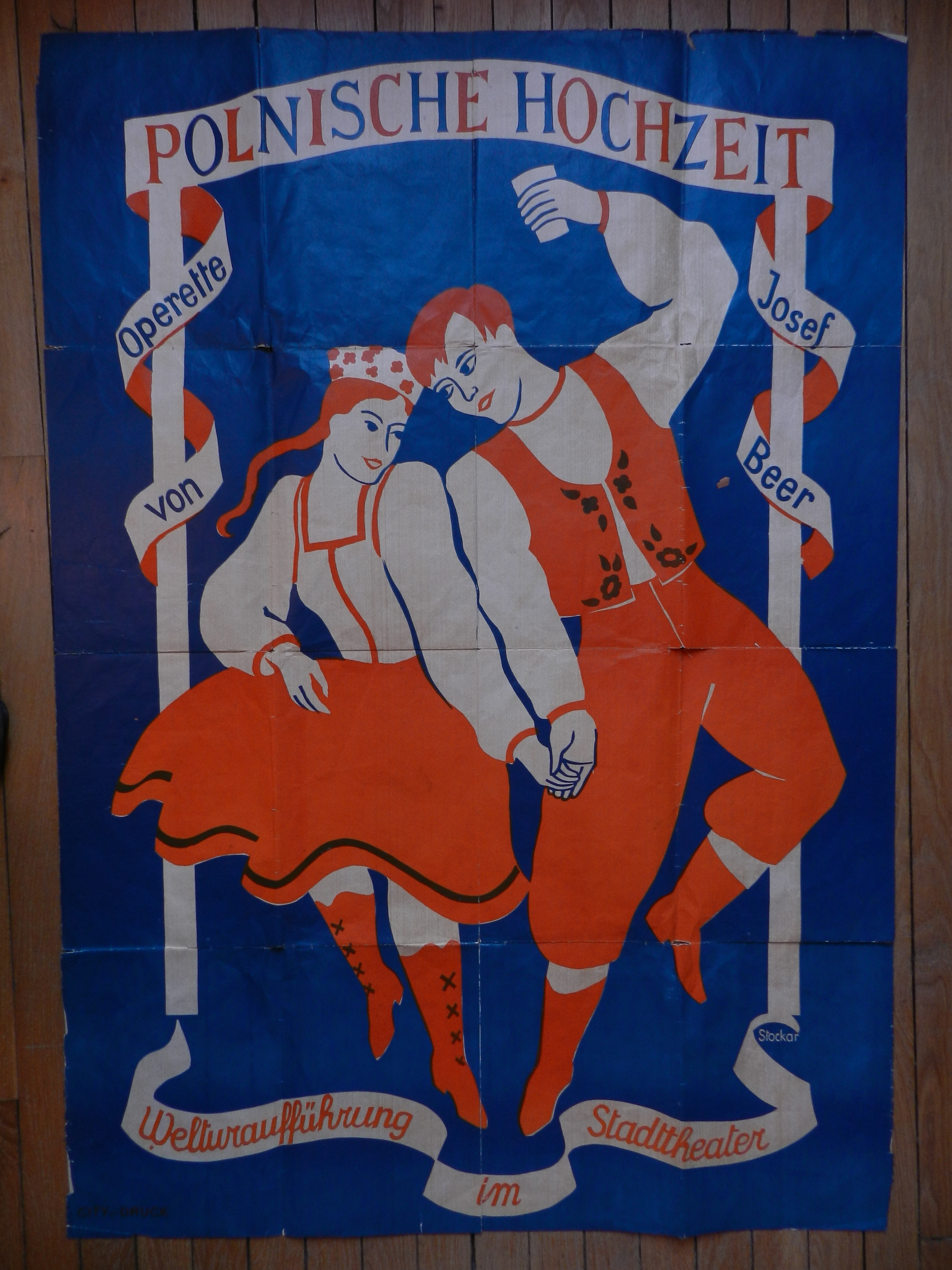
1937: Plakat zur Uraufführung der Polnischen Hochzeit

- 1937: Die Uraufführung der Operette Polnische Hochzeit von Joseph Beer auf das Libretto von Fritz Löhner-Beda und Alfred Grünwald findet am Opernhaus Zürich statt. Die Kritik zeigt sich einhellig begeistert, das Werk wird zum Höhepunkt von Beers Karriere.
- 1957: Samuel Becketts Theaterstück Fin de partie (Endspiel) wird in seiner französischen Originalfassung am Royal Court Theatre in London uraufgeführt.
- 1968: Die Operette Drottningen av Golconda (Die Königin von Golconda) von Franz Berwald hat ihre Uraufführung am Königlichen Theater in Stockholm.
- 1976: Im Palais des congrès de Paris findet die erste Verleihung des französischen Filmpreises César statt.
- 2001: Das ZDF strahlt die erste Folge des Magazins Frontal21 aus, des Nachfolgers von Frontal und Kennzeichen D.

### Gesellschaft

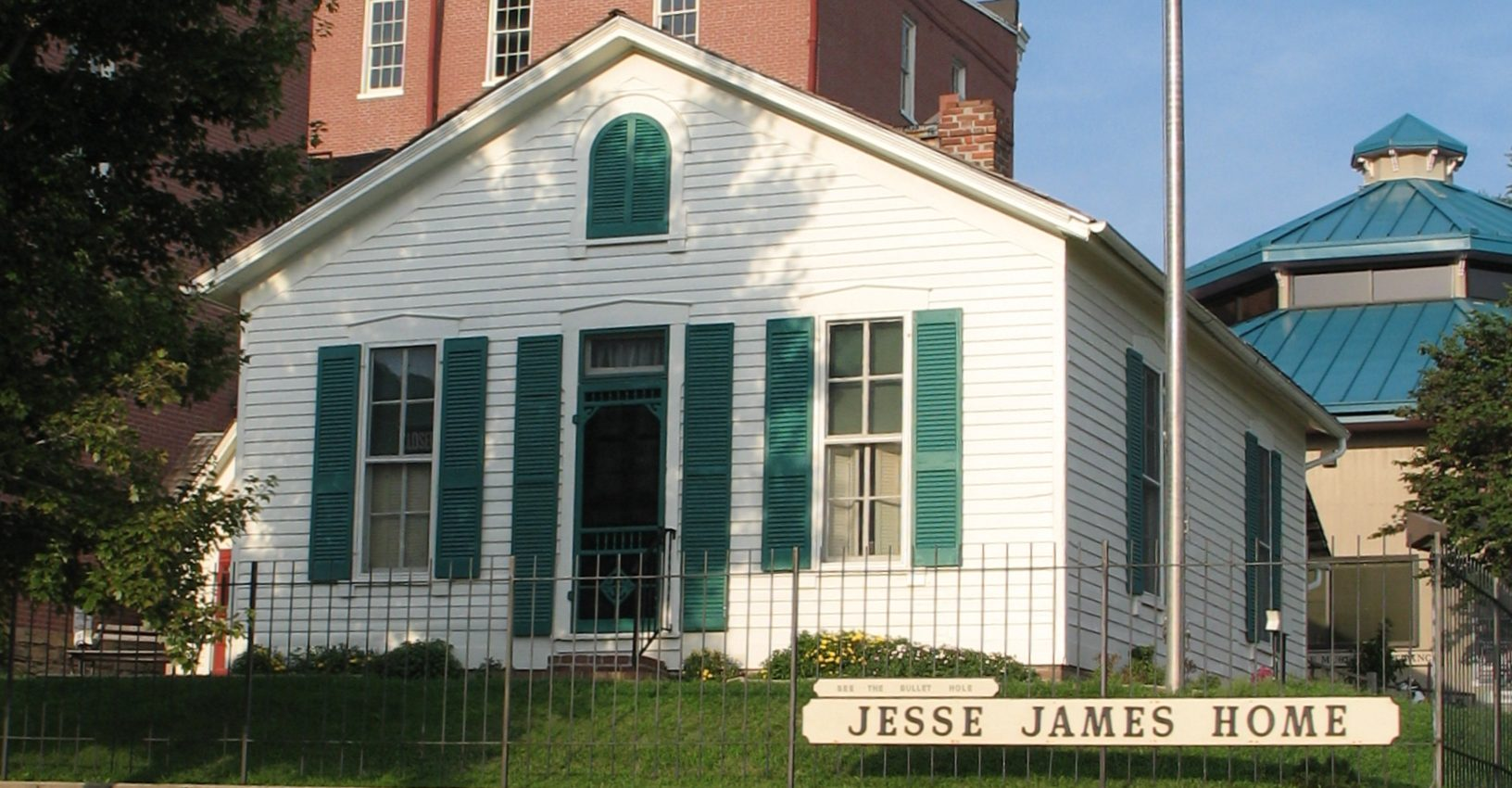
1882: Jesse James’ Haus, in dem er erschossen wurde

- 1882: Der ehemalige Chef der James-Younger-Gang, Jesse James, wird für 5000 US-Dollar Belohnung beim Entstauben eines Bildes in seinem Haus in St. Joseph, Missouri, von Robert Ford, einem Mitglied seiner Bande, hinterrücks erschossen.
- 1888: Im Londoner Stadtteil Whitechapel wird die erste von insgesamt 11 Leichen aufgefunden. Die Presse macht bald darauf den Serienmörder „Jack the Ripper“ für die sogenannten Whitechapel-Morde verantwortlich.
- 1895: In London beginnt ein Gerichtsprozess gegen den Schriftsteller Oscar Wilde, der wenige Woche später mit dessen Verurteilung zu zwei Jahren Zuchthaus mit schwerer Zwangsarbeit endet.
- 1936: Bruno Hauptmann, verurteilt wegen der Entführung und Ermordung des knapp zweijährigen Charles Lindbergh III, wird auf dem Elektrischen Stuhl hingerichtet. Bis heute bestehen Zweifel an seiner Schuld.
- 1996: Der als Unabomber bekannte Briefbomben-Attentäter Theodore Kaczynski wird in Montana vom FBI verhaftet.

### Religion
- 1212: 16 Tage nachdem Klara von Assisi ihr Gelübde abgelegt hat, folgt Agnes von Assisi dem Beispiel ihrer Schwester und lebt als Nonne nach den Regeln der Klarissen im Konvent San Damiano.

### Katastrophen
- 1881: Das Erdbeben von Chios 1881 erschüttert die Insel Chios und zerstört fast komplett die gleichnamige Inselhauptstadt. Die Insel wird erst ab 1911 wieder besiedelt.
- 1884: Am Eingang zum Hafen Halifax wird das belgische Passagierschiff Daniel Steinmann im Sturm drei Mal gegen die Felsen eines Riffs geschleudert und sinkt (121 Tote).
- 1944: Eine Schlagwetterexplosion in der Zeche Sachsen kostet im westfälischen Heessen 169 Bergleute das Leben.

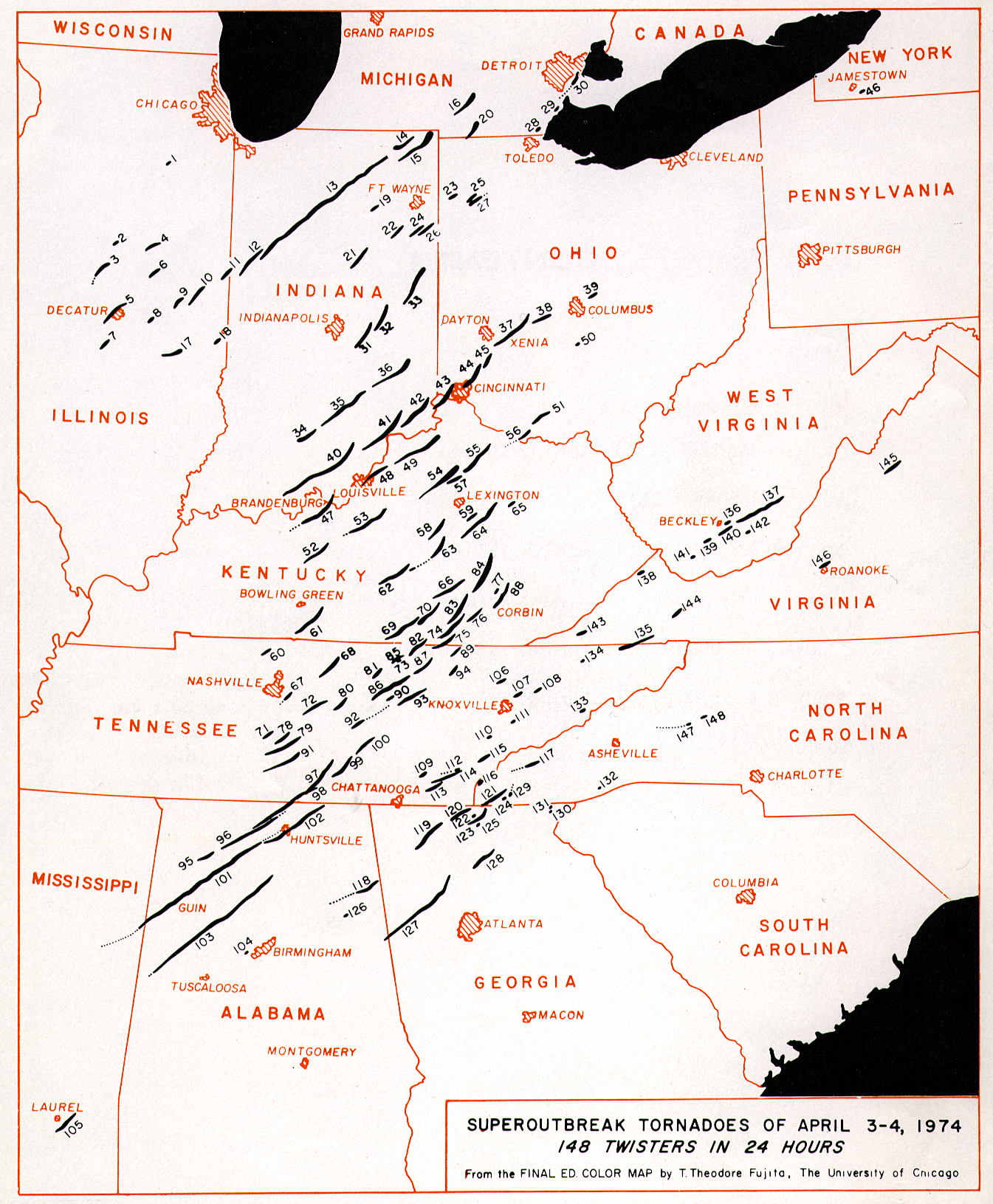
1974: Super Outbreak

- 1974: Beim Super Outbreak wüten heute und am Folgetag insgesamt 148 Tornados in 13 US-Bundesstaaten im Süden und Mittleren Westen. Die Katastrophe fordert 315 Menschenleben und etwa 600 Millionen US-Dollar Sachschäden.

Kleinere Unglücksfälle sind in den Unterartikeln von Katastrophe und in der Liste von Katastrophen aufgeführt.

### Natur und Umwelt
- 257 v. Chr.: Sonnenfinsternis im südlichen Gallien und der Toskana
- 1916: Der Meteorit von Treysa schlägt in Nordhessen ein. Es handelt sich um einen der größten in Deutschland niedergegangenen Meteoriten.

### Sport
- 1896: 3 Tage vor Beginn der ersten Olympischen Spiele der Neuzeit erscheint in Italien erstmals La Gazzetta dello Sport, herausgegeben von Eugenio Camillo Costamagna. Es handelt sich damit um die älteste Sportzeitung der Welt.
- 1905: Im argentinischen Hafenort La Boca, einem Armenviertel von Buenos Aires, gründen Einwanderer aus Italien den Fußballverein Boca Juniors.
- 1938: Im Praterstadion in Wien findet das „Anschlussspiel“ zwischen einer deutschen und einer österreichischen Fußballauswahl statt.
- 1949: Bei seinem ersten Autorennen in Europa lässt der Argentinier Juan Manuel Fangio mit dem Sieg beim Grand Prix in Sanremo aufhorchen.
- 1971: Beim Bundesligaspiel Borussia Mönchengladbach gegen Werder Bremen bricht das Torgehäuse in sich zusammen. Da kein Ersatz beschafft werden kann, wird das Spiel abgebrochen und als Sieg für Bremen gewertet.
- 1975: Schachweltmeister Bobby Fischer weigert sich, gegen Anatoli Karpow anzutreten. Diesem wird daraufhin vom Weltschachverband FIDE der Weltmeistertitel zugesprochen.
- 2016: Die West Indies gewinnen die sechste World Twenty20 in Indien, indem sie im Finale England mit 4 Wickets besiegen.

Einträge von Leichtathletik-Weltrekorden befinden sich unter der jeweiligen Disziplin unter Leichtathletik.

## Geboren

### Vor dem 18. Jahrhundert
- 1236: Chungnyeol Wang, 25. König des koreanischen Goryeo-Reiches

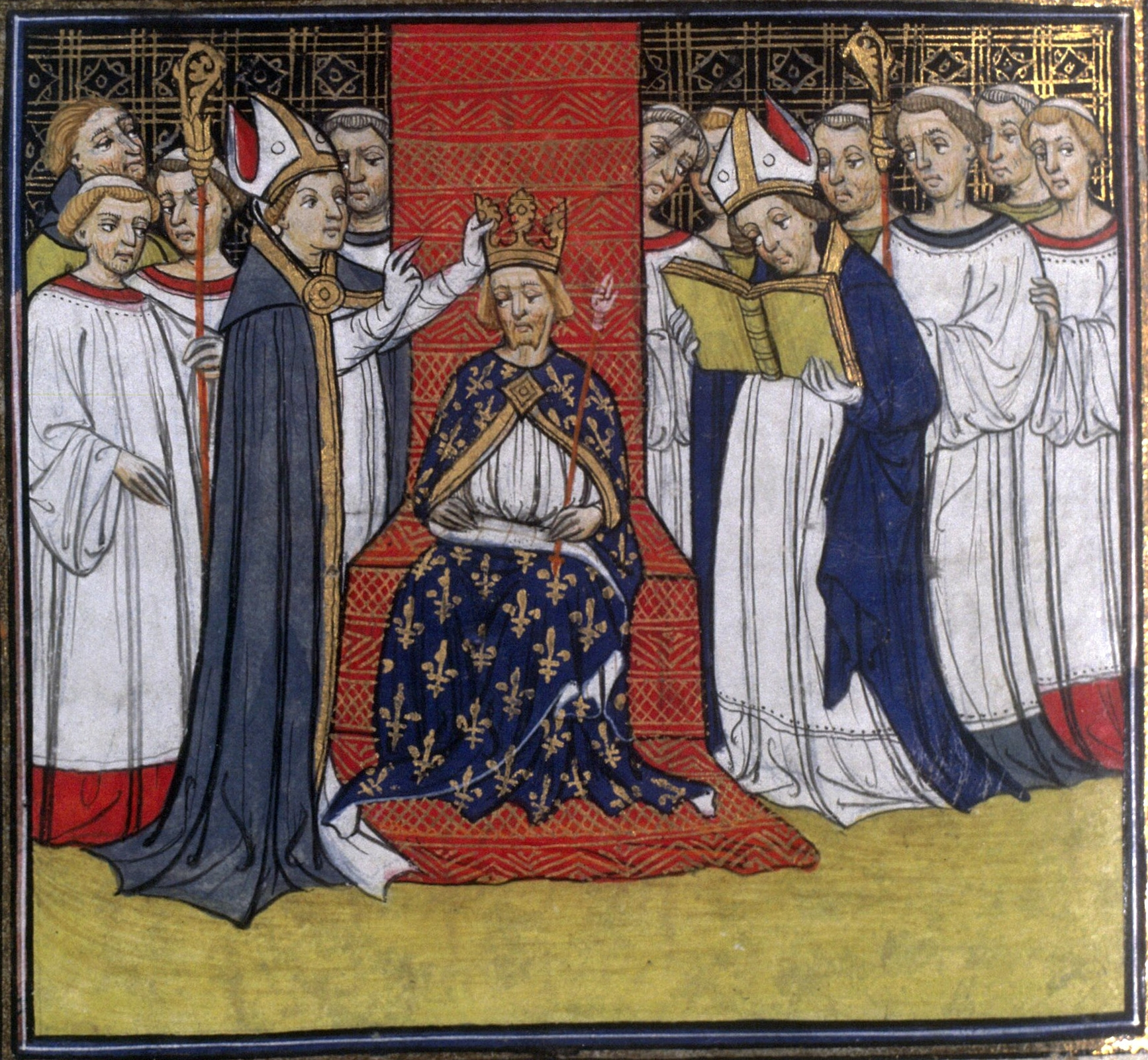
Philipp III. von Frankreich (* 1245)

- 1245: Philipp III., französischer König
- 1437: Pierre de Blarru, französischer Kanoniker, Humanist
- 1438: Johann III., Graf von Egmond, Statthalter von Holland, Zeeland und Westfriesland
- 1439: Ludwig II., Graf von Württemberg-Urach
- 1532: Jacob Kleinhempel, erzgebirgischer Hammerherr
- 1542: Othmar Reiner, Bürgermeister von St. Gallen
- 1565: Anna III. zu Stolberg, 30. Äbtissin des Reichsstiftes von Quedlinburg
- 1593: George Herbert, englischer Dichter
- 1604: Bodo von Hodenberg, deutscher Verwaltungsbeamter und Dichter
- 1617: Antimo Liberati, italienischer Musiktheoretiker, Sänger, Organist, Kapellmeister und Komponist
- 1639: Alessandro Stradella, italienischer Violinist, Sänger und Komponist
- 1642: Johann Balthasar Burckhardt, Bürgermeister von Basel
- 1643: Karl V., Herzog von Lothringen
- 1675: Guillem Mesquida i Munar, mallorquinischer Maler
- 1682: Valentin Rathgeber, deutscher Komponist, Organist und Chorleiter des Barock
- 1683: Mark Catesby, englischer Naturhistoriker
- 1693: John Harrison, britischer Uhrmacher und Erfinder

### 18. Jahrhundert
- 1703: Juan Tomás de Boxadors y Sureda de San Martín, spanischer Kardinal
- 1704: Wilhelm Karl Stolle, deutscher Pfarrer
- 1705: Johann Gottfried Pilarik, deutscher Superintendent und Kirchenlieddichter
- 1707 oder 1709: Jan Jílek, Vertreter der böhmischen protestantischen Bewegung
- 1708: Antoine-Gaspard Boucher d’Argis, französischer Jurist und Enzyklopädist
- 1708: Adrian Meyer, Schweizer Offizier
- 1708: Johann Georg Walther, deutscher Pädagoge, Rhetoriker und Ethnologe
- 1711: Hartwig Karl von Wartenberg, königlich-preußischer Generalmajor
- 1715: John Hanson, Delegierter für Maryland im Kontinentalkongress
- 1715: William Watson, englischer Apotheker, Arzt und Naturforscher
- 1718: Johann Gottlieb Theophil Bosseck, deutscher Orientalist und Hebraist
- 1721: Franz Anton Knittel, deutscher evangelischer Geistlicher und Paläograf
- 1721: Georg Balthasar von Normann, preußischer Generalmajor
- 1725: Johann Gottfried Reyger, letzter Bürgermeister der Freien Stadtrepublik Danzig
- 1735: Franz Karl von Landsberg zu Erwitte, westfälischer Domherr in Münster, Paderborn und Osnabrück
- 1736: Arthur St. Clair, britisch-US-amerikanischer General in der Kontinentalarmee
- 1736: Anton Pfliegler, österreichischer Orgelbauer
- 1737: Georg Wilhelm Stein der Ältere, deutscher Arzt, Geburtshelfer, Chirurg, Hofmedikus, Hochschullehrer und aktiver Freimaurer
- 1738: Gottfried Ludolf Graßmann, deutscher Geistlicher und Agrarschriftsteller
- 1739: Johann Richard Eberhard, deutscher Bildhauer
- 1741: Friedrich Heidenreich, deutscher Orgelbauer
- 1741: Nathaniel Niles, US-amerikanischer Jurist und Politiker
- 1741: Johann August Reichardt, deutscher Rechtswissenschaftler
- 1743: Johann Georg Honnerlag, Schweizer Textilunternehmer
- 1746: Vincenzo Pacetti, italienischer Bildhauer und Restaurator
- 1748: Dietrich Tiedemann, deutscher Philosoph und Geschichtsschreiber
- 1749: Rudolf Gabriel Manuel, Schweizer Historiker und Volkswirt
- 1749: Luis Ignatius Peñalver y Cárdenas, kubanischer Geistlicher
- 1751: Lorenz Karsten, deutscher Ökonom und Agrarwissenschaftler
- 1751: Jean-Baptiste Lemoyne, französischer Komponist
- 1753: Jean-François Delacroix, französischer Revolutionär
- 1753: Stephan Hawich, deutscher Maler und privater Kunstausbilder
- 1754: Bogislaw Christian Karl von Kurnatowski, preußischer Generalmajor
- 1754: Matthias Goswin Pelzer, deutscher Rechtswissenschaftler und Syndikus der Freien Reichsstadt Aachen
- 1755: Simon Kenton, US-amerikanischer Kämpfer der Amerikanischen Revolution
- 1756: Friedrich Gottlieb von Busse, deutscher Mathematiker, Verwaltungsbeamter und Hochschullehrer
- 1757: French Laurence, englischer Richter und Politiker
- 1758: Manuel del Socorro Rodríguez, kolumbianischer Journalist und Bibliothekar
- 1760: Friedrich Adolph Heyne, deutscher Privatgelehrter und Botaniker
- 1764: John Abernethy, britischer Chirurg und Anatom
- 1764: Franz Karl Mertens, deutscher Botaniker
- 1764: Suzuki Akira, japanischer Literaturtheoretiker und Sprachforscher
- 1766: Nicolaus Joachim Guilliam Evers, deutscher Geistlicher und Autor
- 1766: Moss Kent, US-amerikanischer Jurist und Politiker
- 1767: Ludwig Carl Heinrich Streiber, deutscher Jurist
- 1768: Moritz Johann Heinrich Beckhaus, deutscher Theologe und Hochschullehrer
- 1768: Johann Rudolf Meyer, Schweizer Seidenbandfabrikant, Naturforscher, Revolutionär und Alpinist
- 1769: Friedrich Christian von Bachmann, preußischer Beamter
- 1769: Christian Günther von Bernstorff, dänischer und preußischer Staatsmann
- 1770: Theodoros Kolokotronis, griechischer Freiheitskämpfer, Partisanenführer und Generalfeldmarschall
- 1771: Hans Nielsen Hauge, norwegischer Glaubensbote
- 1771: Johann Georg Heine, deutscher Arzt und Orthopädiemechaniker
- 1772: Emanuel Gottlieb Flemming, Begründer des sächsischen Blindenwesens
- 1772: Olivia Serres, britische Schriftstellerin und Malerin
- 1772: Joseph von Theobald, württembergischer Generalquartiermeister, Geniekorpschef und Autor
- 1776: Mary Anne Clarke, Mätresse des Frederick Augustus
- 1777: Petrus Heitzer, deutscher Priester und Karmelit
- 1777: Christian Carl Wenderoth, deutscher Theologe und Konsistorialrat
- 1778: Pierre Fidèle Bretonneau, französischer Arzt, Pathologe und Epidemiologe
- 1778: Jakob Friedrich von Leonhardi, deutscher Jurist und Diplomat
- 1778: Ferdinand Ernst von Schmiedeberg, preußischer Generalmajor
- 1779: Friedrich Christoph Dietrich, deutscher Lithograph und Kupferstecher
- 1781: Franz Anton von Neveu, deutscher Oberforstmeister und Gutsbesitzer
- 1783: Joseph Ambrosius Geritz, Bischof von Ermland

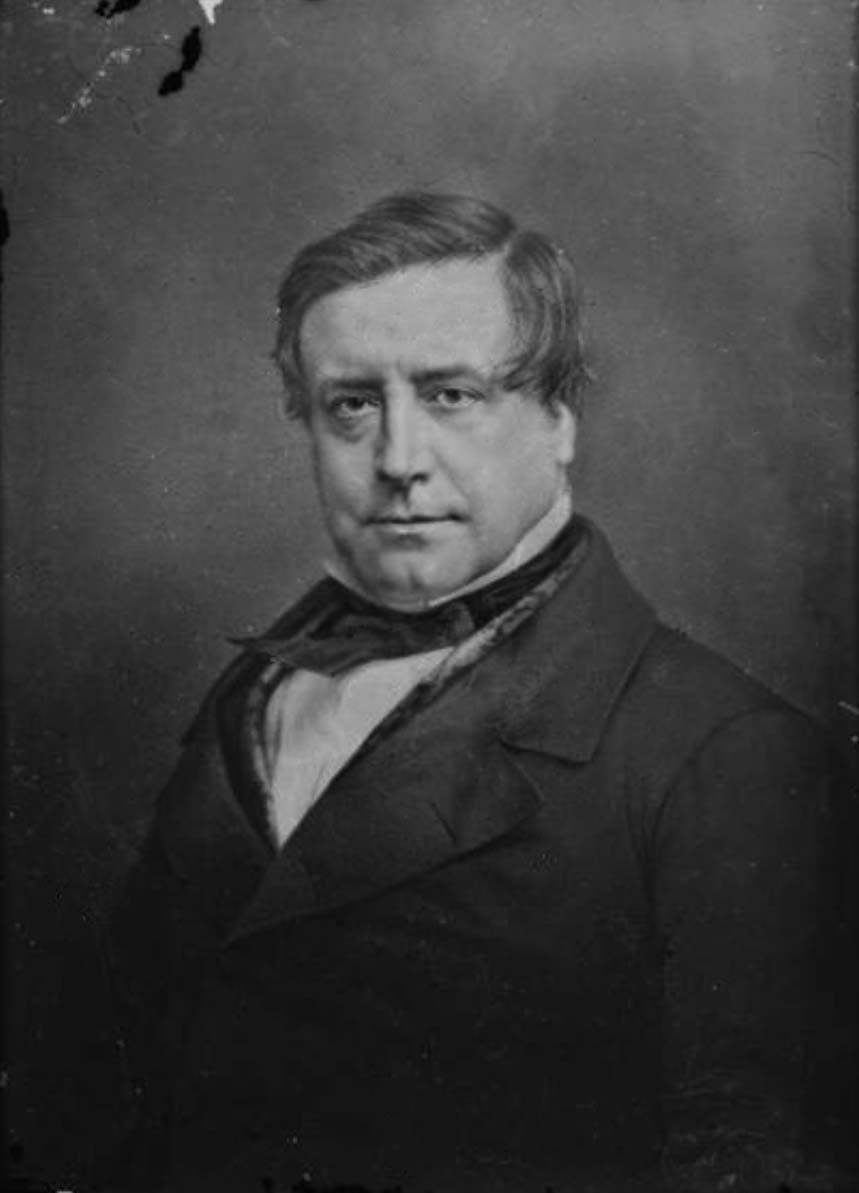
Washington Irving (* 1783)

- 1783: Washington Irving, US-amerikanischer Schriftsteller
- 1787: Franz Reisinger, deutscher Chirurg und Hochschullehrer
- 1795: Anna Schödl, böhmische Mäzenin
- 1798: Charles Wilkes, US-amerikanischer Marineoffizier und Polarforscher

### 19. Jahrhundert

#### 1801–1850
- 1802: Ysaak Brons, deutscher Politiker, Kaufmann und Reeder, Mitglied der Frankfurter Nationalversammlung
- 1803: Johann Jacob Weber, deutscher Buchhändler und Verleger
- 1807: Jane Digby, Mätresse und die Frau von Medjuel el Mezrab
- 1808: Franz Ferdinand Greiner, deutscher Erfinder des ersten industriell gefertigten Thermometers
- 1811: Heinrich Sattler, deutscher Organist und Publizist
- 1812: Louise von Orléans, Prinzessin von Orléans, Königin von Belgien
- 1814: Louis Désiré Besozzi, französischer Komponist, Organist und Pianist
- 1814: Lorenzo Snow, 5. Präsident der Kirche Jesu Christi der Heiligen der Letzten Tage

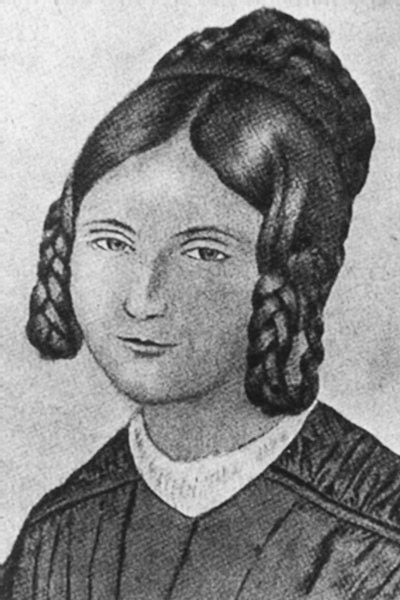
Mathilde Franziska Anneke (* 1817)

- 1817: Mathilde Franziska Anneke, deutsch-US-amerikanische Frauenrechtlerin
- 1818: Luther Whiting Mason, US-amerikanischer Musikpädagoge
- 1819: Jean Louis Borel, französischer General
- 1821: Louis Lewandowski, deutscher Komponist
- 1823: William Tweed, US-amerikanischer Politiker
- 1824ː Wilhelmine Henneberg, deutsche Wohltäterin
- 1826: Vincent Adler, ungarischer Komponist und Pianist
- 1829: Anton Friedrich von Tröltsch, deutscher Arzt und Professor für Ohrenheilkunde
- 1831: Adelheid von Löwenstein-Wertheim-Rosenberg, deutsche Prinzessin, Ehefrau von König Michael I. von Portugal (im Exil)
- 1832ː Marie Calm, deutsche Schriftstellerin, Pädagogin und Frauenrechtlerin
- 1832: Eugen von Keyserling, estnisch-deutscher Forschungsreisender und Arachnologe
- 1834: Emil Rittershaus, deutscher Dichter
- 1839: Heinrich Nissen, deutscher Althistoriker
- 1839: Carl du Prel, deutscher Philosoph, Spiritist und okkulter Schriftsteller
- 1841: Hermann Carl Vogel, deutscher Astrophysiker
- 1841: Julius Ehrentraut, deutscher Maler
- 1842: Gustav Ziller, deutscher Baumeister
- 1843: Knut Ekvall, schwedischer Maler des 19. Jahrhunderts
- 1844: Georg Ratzinger, deutscher katholischer Geistlicher, Publizist und Politiker
- 1845: William James Farrer, australischer Agrarwissenschaftler und Weizenzüchter
- 1846: Benjamin Daydon Jackson, englischer Botaniker

#### 1851–1900
- 1853: Leopold von Aichelburg-Labia, österreichischer Politiker
- 1854: Berthold Hatschek, österreichischer Zoologe
- 1857: Wilhelm Ritter von Borscht, bayerischer Bürgermeister
- 1859: Maximilian Attems-Gilleis, österreichischer Reichsgraf
- 1859: Reginald De Koven, US-amerikanischer Komponist
- 1859: Arthur Salomonsohn, deutscher Bankier
- 1860: Frederik van Eeden, niederländischer Psychologe und Schriftsteller

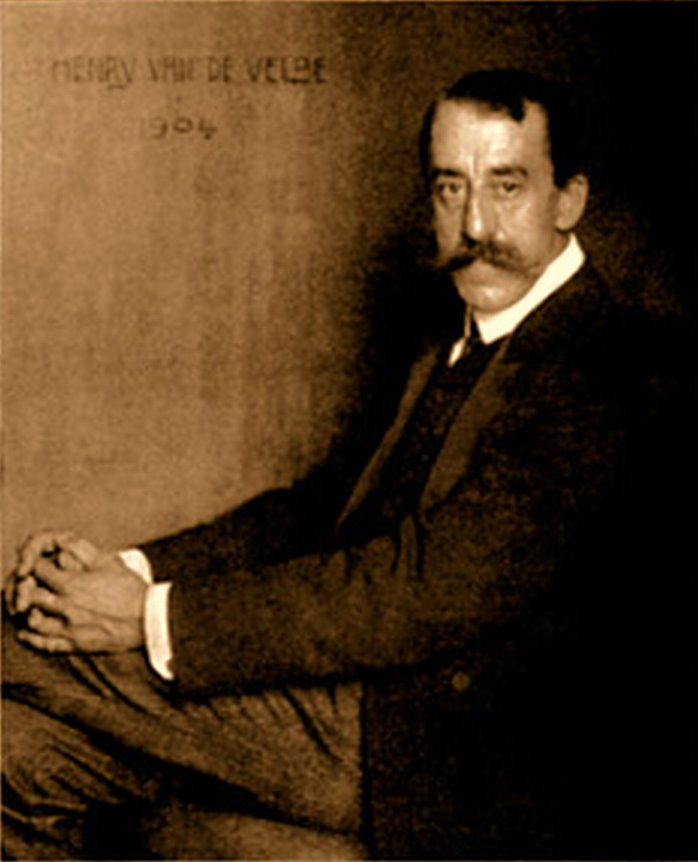
Henry van de Velde (* 1863)

- 1863: Henry van de Velde, belgischer Architekt und Designer
- 1863: Wilhelm Middelschulte, deutscher Organist, Komponist
- 1866: Barry Hertzog, südafrikanischer General und Politiker
- 1871: Simon Abram, österreichischer Politiker
- 1874: Wilhelm Crönert, deutscher Altphilologe
- 1876: Celso Costantini, Kardinal der römisch-katholischen Kirche
- 1876: Tomáš Baťa, tschechischer Unternehmer, Begründer des Bata-Konzerns
- 1878: Paul Adler, deutscher Schriftsteller
- 1878: François Lecot, französischer Autorennfahrer
- 1879: Amandus Kupfer, deutscher Verleger
- 1879: Nagatsuka Takashi, japanischer Schriftsteller
- 1879: Rudolf Tischner, deutscher Augenarzt, Okkultist und Schriftsteller

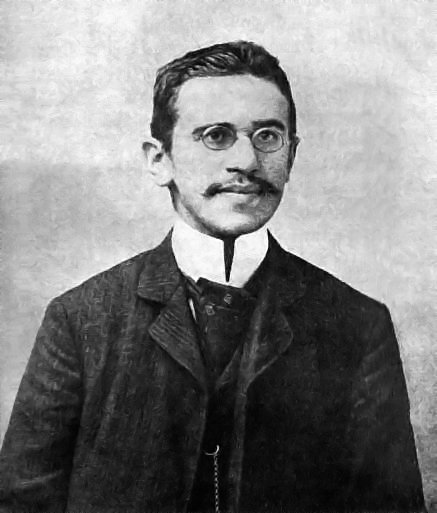
Otto Weininger (* 1880)

- 1880: Otto Weininger, österreichischer Philosoph
- 1881: Alcide De Gasperi, italienischer Politiker
- 1881: Hans Kniep, deutscher Botaniker
- 1881: Max Spielmann, deutschsprachiger Architekt
- 1882: Richard Fall, österreichischer Komponist und Dirigent
- 1882: Hermann August Korff, deutscher Literaturhistoriker
- 1883: Susan Miller Rambo, US-amerikanische Mathematikerin und Hochschullehrerin
- 1883: Frits Van den Berghe, belgischer Maler
- 1884: Andō Rikichi, japanischer General
- 1885: Murray Carleton, US-amerikanischer Golfer
- 1885: Allan Dwan, US-amerikanischer Regisseur, Produzent, Drehbuchautor
- 1885: Bud Fisher, US-amerikanischer Cartoonist und Comiczeichner
- 1888: Georg Alexander, deutscher Schauspieler, Regisseur und Produzent
- 1888: Sibylle Ascheberg von Bamberg, deutsche Malerin
- 1890: Iwan Albertowitsch Puni, russischer Maler
- 1892: Emile Aerts, belgischer Bahnradsportler
- 1892: Gustav Gundlach, deutscher Sozialethiker, Sozialphilosoph und Sozialwissenschaftler
- 1892: Fritz Heinrich Anton Hähnsen, deutscher Jurist, Syndikus und Historiker
- 1892: Hans Rademacher, deutscher Mathematiker
- 1893: Hans Riegel, deutscher Unternehmer und Gründer von Haribo
- 1893: Leslie Howard, britischer Schauspieler
- 1895: Fritz Reinhardt, Staatssekretär im Finanzministerium während der NS-Zeit
- 1895: Luigi Traglia, Kardinal der römisch-katholischen Kirche
- 1895: Mario Castelnuovo-Tedesco, italienischer Komponist
- 1896: Wayne N. Aspinall, US-amerikanischer Politiker
- 1896: Miguel Madero, argentinischer Steuermann im Rudern
- 1897: John Aalberg, US-amerikanischer Film- und Tontechniker
- 1897: Alfons Simon, deutscher Pädagoge und Individualpsychologe
- 1898: Henry Luce, US-amerikanischer Verleger
- 1900: Edward Caton, US-amerikanischer Tänzer, Ballettlehrer und Choreograph
- 1900: Franz Carl Weiskopf, deutschsprachiger Schriftsteller

### 20. Jahrhundert

#### 1901–1925
- 1902: Otto Winzer, Minister für Auswärtige Angelegenheiten der DDR
- 1902: Reinhard Gehlen, deutscher General, erster Präsident des Bundesnachrichtendienstes
- 1903: Peter Huchel, deutscher Lyriker
- 1903: Bubber Miley, US-amerikanischer Jazz-Musiker und Trompeter
- 1903: Josef Mühlberger, deutscher Schriftsteller
- 1903: Piero Pastore, italienischer Fußballspieler und Schauspieler
- 1903: Joachim Ritter, deutscher Philosoph
- 1904: Hans Paul Graf von Monts, deutscher Hochstapler
- 1904: Maria Wiłkomirska, polnische Pianistin, Kammermusikerin und Musikpädagogin
- 1905: Eugen Luisk, deutschbaltischer Maler
- 1905: Susanne Witte, deutsche, katholische Gerechte unter den Völkern
- 1906: Hans Klenk, deutscher Unternehmer
- 1906: Karl Wolfien, deutscher General
- 1907: Lola Álvarez Bravo, mexikanische Fotografin
- 1908: Anna Sipos, ungarische Tischtennisspielerin
- 1908: Bruno Lüdke, deutsches NS-Opfer
- 1910: Kurt Mansfeld, deutscher Motorradrennfahrer
- 1911: Eugen Eckert, deutscher Bildhauer und Kunstmaler
- 1911: Theo Schuster, deutscher Schachspieler und -journalist
- 1911: Walter Ballhause, deutscher Fotograf
- 1912: Rudolf Alexander Agricola, deutscher Bildhauer
- 1912: Richard Asher, britischer Mediziner
- 1913: Per Borten, norwegischer Politiker und Staatsminister
- 1914: Wilfried Joest, deutscher Theologe und Professor
- 1914: Elena Luber, deutsche Schauspielerin
- 1915: Hermine Aichenegg, österreichische Künstlerin
- 1915: Hans Bertram, deutscher Schallplattenproduzent
- 1915: Paul Buntrock, deutscher General
- 1915: Charles Jordan, kanadischer Sänger und Gesangspädagoge
- 1917: Tibor Andrašovan, slowakischer Komponist und Dirigent
- 1917: Michael Braunfels, deutscher Komponist und Pianist
- 1917: Fredy Reyna, venezolanischer Cuatrospieler und Musikpädagoge
- 1917: Stanley Solomon, kanadischer Bratschist und Musikmanager
- 1917: Rembert van Delden, deutscher Politiker
- 1918: Mary Anderson, US-amerikanische Schauspielerin

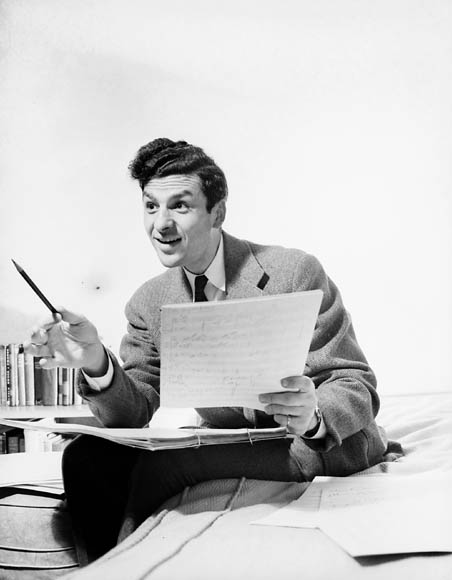
Louis Applebaum (* 1918)

- 1918: Louis Applebaum, kanadischer Komponist
- 1918: Sixten Ehrling, schwedischer Dirigent
- 1919: Auguste Bruckner, Schweizer Klassische Archäologin
- 1919: Reno Nonsens, deutscher Satiriker und Theaterleiter
- 1920: John Demjanjuk, ukrainischer KZ-Aufseher
- 1920: Walter Schock, deutscher Motorsportler
- 1921: Jan Sterling, US-amerikanische Bühnen- und Filmschauspielerin
- 1922: Ernest W. Adams, englischer Fußballspieler
- 1922: Doris Day, US-amerikanische Schauspielerin und Sängerin
- 1922: Georges Layek, syrischer Erzbischof
- 1922: Carlo Lizzani, italienischer Filmregisseur
- 1923: Eusebio Sempere, spanischer Maler
- 1923: Chuck Weyant, US-amerikanischer Autorennfahrer
- 1924: Ivan Andreadis, tschechoslowakischer Tischtennisspieler

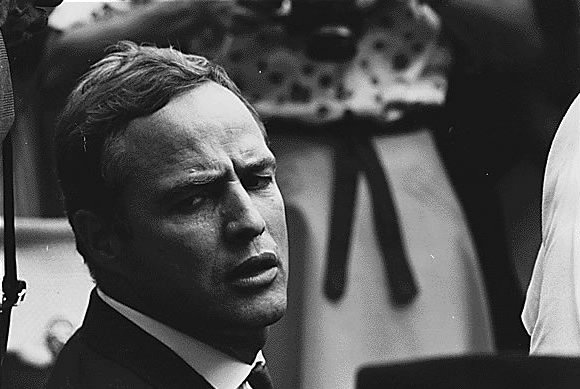
Marlon Brando (* 1924)

- 1924: Marlon Brando, US-amerikanischer Schauspieler
- 1925: Tony Benn, britischer Politiker
- 1925: Josef Kamper, österreichischer Motorradrennfahrer

#### 1926–1950
- 1926: Walentin Michailowitsch Falin, sowjetischer Politiker, Botschafter und Journalist
- 1926: Gus Grissom, US-amerikanischer Astronaut
- 1926: Andrew Keir, britischer Schauspieler
- 1927: Ladislav Burlas, slowakischer Komponist und Musikwissenschaftler
- 1927: Ernst Florey, österreichischer Zoologe, Neurobiologe und Wissenschaftshistoriker
- 1928: Eva Forest, spanische Schriftstellerin und Verlegerin
- 1928: Don Gibson, US-amerikanischer Country-Sänger und Songschreiber
- 1928: Kevin Hagen, US-amerikanischer Schauspieler
- 1928: Margrit Läubli, Schweizer Tänzerin, Schauspielerin und Kabarettistin
- 1928: Earl Lloyd, US-amerikanischer Basketballer
- 1929: Gerhard Behrendt, deutscher Regisseur
- 1929: Ernest Callenbach, Journalist, Schriftsteller und Universitätslehrer
- 1929: Klaus Hemmerle, deutscher Theologieprofessor und Bischof von Aachen
- 1929: Ralf Paulsen, deutscher Sänger der Schlager- und Countrymusik-Szene
- 1929: Kurt Rudolph, deutscher Gnosis- und Manichäismusforscher
- 1929: Poul Schlüter, dänischer konservativer Politiker
- 1929: Deane Stoltz, US-amerikanischer Philanthrop und Unternehmer
- 1929: Miyoshi Umeki, japanische Schauspielerin
- 1930: Jenny Clève, französische Schauspielerin

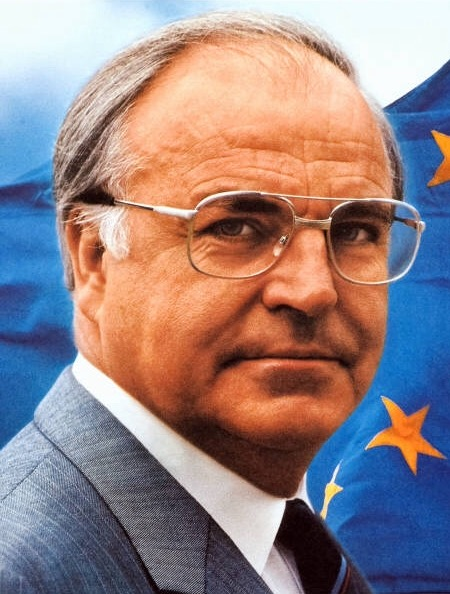
Helmut Kohl (* 1930)

- 1930: Helmut Kohl, deutscher Bundeskanzler
- 1931: Jiří Laburda, tschechischer Komponist
- 1932: Vincenzo Biagi, Schweizer Schauspieler
- 1932: Heinz Goffarth, deutscher Fußballspieler
- 1932: Sepp Neumayr, österreichischer Komponist
- 1933: Horst-Ludwig Riemer, deutscher Politiker
- 1934: Wolf Euba, deutscher Rezitator, Schauspieler, Regisseur und Autor
- 1934: Jane Goodall, britische Schimpansenforscherin
- 1934: Jim Parker, US-amerikanischer American-Football-Spieler
- 1936: Kurt Bauknecht, Schweizer Informatiker und Hochschullehrer
- 1936: Moritz Csáky, österreichischer Historiker und Kulturwissenschaftler
- 1936: Reginald Hill, britischer Krimi-Schriftsteller
- 1936: Scott LaFaro, US-amerikanischer Musiker
- 1936: Jimmy McGriff, US-amerikanischer Blues-, Soul- und Jazz-Organist

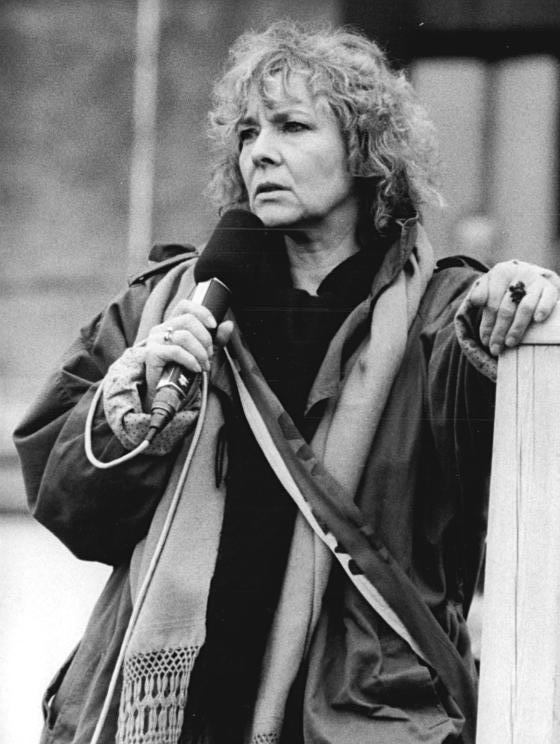
Annekathrin Bürger (* 1937)

- 1937: Annekathrin Bürger, deutsche Schauspielerin
- 1938: Jeff Barry, US-amerikanischer Songwriter und Produzent
- 1938: Wolfgang Jansen, deutscher Schauspieler
- 1938: Ayyub Axel Köhler, deutscher Kommunalpolitiker und Vorsitzender des Zentralrats der Muslime in Deutschland
- 1939: François de Roubaix, französischer Filmkomponist
- 1939: Henning Venske, deutscher Schauspieler und Kabarettist, Moderator und Schriftsteller
- 1939: Rudolf Vesper, deutscher Ringer
- 1940: Barbara Ratthey, deutsche Schauspielerin und Synchronsprecherin
- 1941: Eric Braeden, US-amerikanischer Schauspieler
- 1941: Roland W., deutscher Schlagersänger
- 1942: Marsha Mason, US-amerikanische Schauspielerin
- 1943: Rolf Maibach, Schweizer Kinderarzt
- 1943: Bernd Richter, deutscher Politiker und Oberstudienrat
- 1943: Jean-Louis Tauran, französischer Kardinal
- 1943: Mario Lavista, mexikanischer Komponist
- 1943: Peter Pumm, österreichischer Fußballspieler

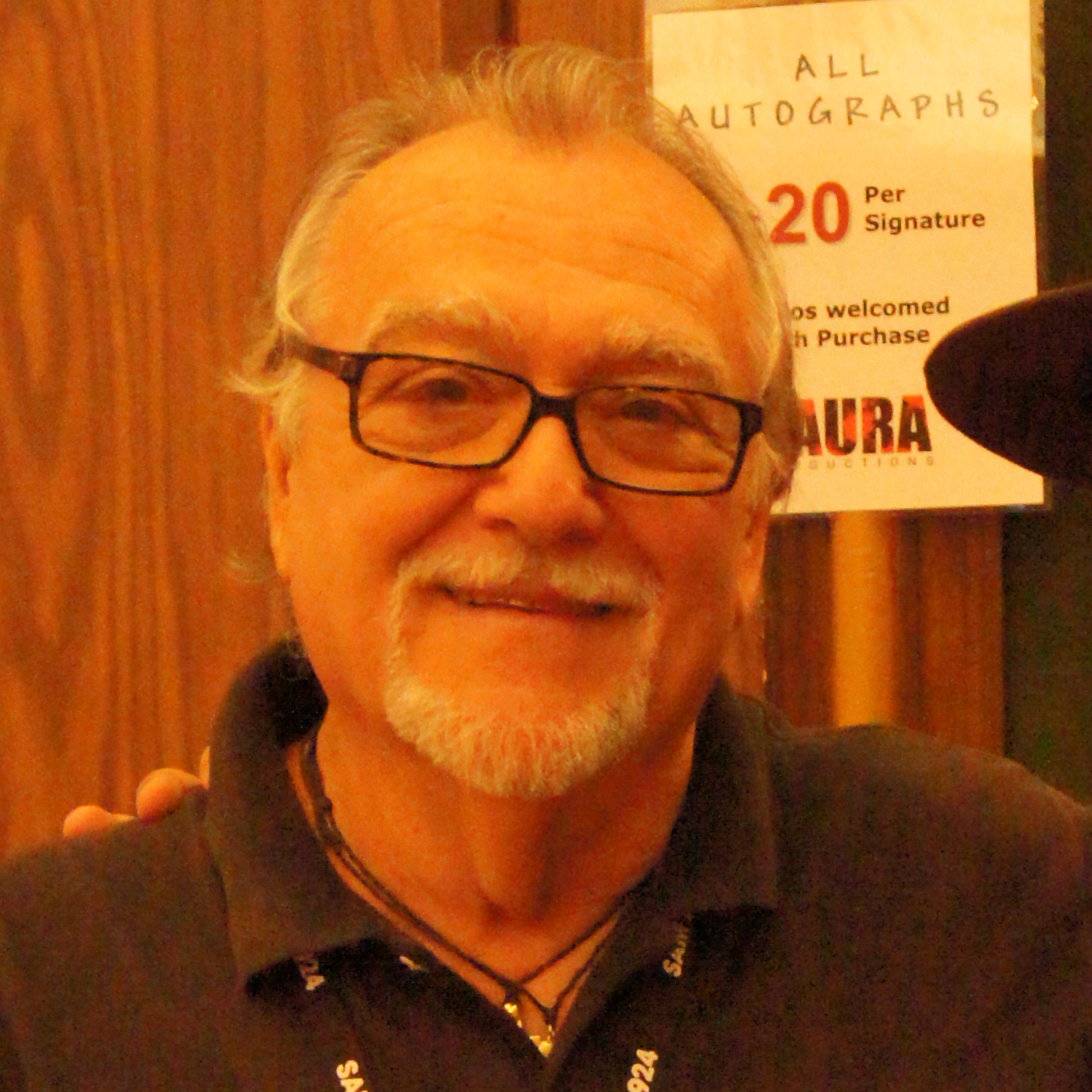
Lamberto Bava (* 1944)

- 1944: Lamberto Bava, italienischer Regisseur, Drehbuchautor und Filmproduzent
- 1944: Tony Orlando, US-amerikanischer Sänger
- 1944: Harry Palmer, US-amerikanischer Autor sowie Gründer und Geschäftsführer des Unternehmens Star’s Edge International
- 1944: Jaroslav Škarvan, tschechoslowakischer Handballtorwart
- 1945: Bernie Parent, kanadischer Eishockeyspieler
- 1945: Petra Kappert, deutsche Professorin für Turkologie
- 1945: Wolfgang Pampel, deutscher Theaterschauspieler, Sänger und Synchronsprecher
- 1946: Heinrich Giskes, deutscher Schauspieler

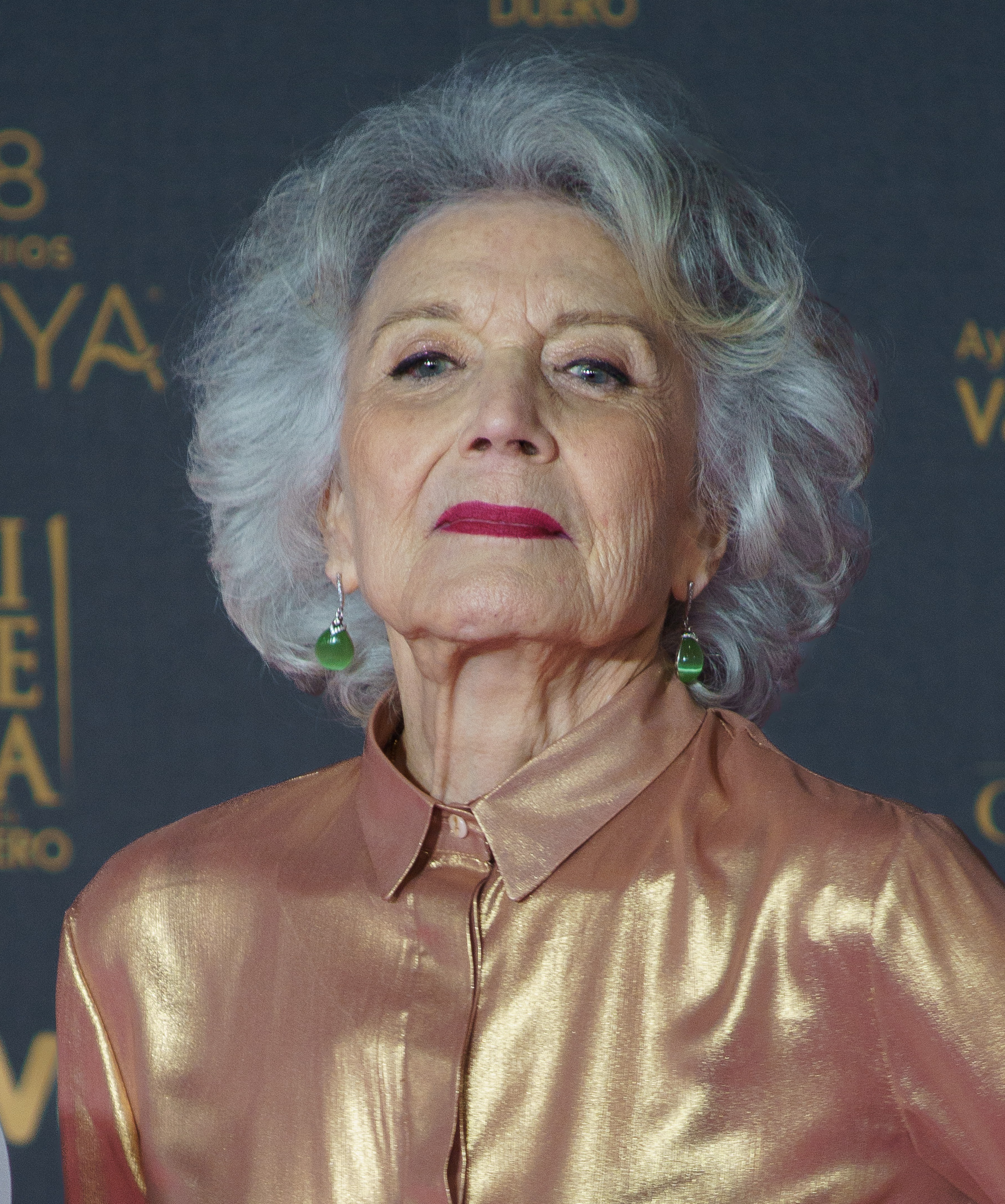
Marisa Paredes (* 1946)

- 1946: Marisa Paredes, spanische Schauspielerin
- 1946: Hanna Suchocka, polnische Politikerin
- 1947: Anders Eliasson, schwedischer Komponist
- 1947: Giuseppe Penone, italienischer Künstler
- 1948: René Bardet, Schweizer Musiker und Pressesprecher des Schweizer Fernsehens
- 1948: Jean-François Bovard, Schweizer Musiker
- 1948: Oliver Grimm, deutscher Schauspieler

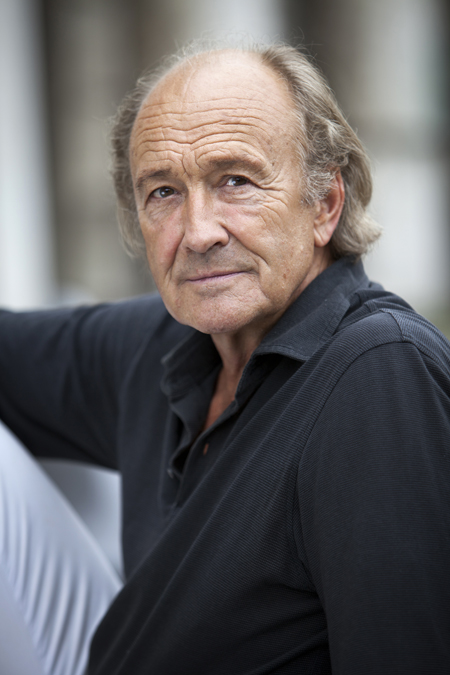
Miguel Herz-Kestranek (* 1948)

- 1948: Miguel Herz-Kestranek, österreichischer Schauspieler und Buchautor
- 1948: Boris Berman, russischer Pianist, Cembalist und Musikpädagoge
- 1948: Carlos Salinas de Gortari, mexikanischer Politiker und Präsident
- 1948: Jaap de Hoop Scheffer, niederländischer Politiker
- 1948: Georg Schwarzenbeck, deutscher Fußballspieler
- 1949: Gisela Getty, deutsche Fotografin
- 1949: Thomas Meyer-Fiebig, deutscher Komponist und Konzertorganist
- 1949: Max Rüdlinger, Schweizer Schauspieler und Autor
- 1949: Norbert Thiede, deutscher Diskuswerfer
- 1949: Richard Thompson, britischer Folkrocksänger und -gitarrist
- 1950: Diether Dehm, deutscher Politiker, Liedermacher und Autor
- 1950: Georges Christoffel Maria Evers, niederländischer Pflegewissenschaftler
- 1950: Roswitha Müller-Piepenkötter, deutsche Politikerin

#### 1951–1975
- 1951: Guillermo Dela Vega Afable, philippinischer Bischof
- 1952: Beat Fäh, Schweizer Regisseur, Schauspieler und Autor
- 1952: Dieter Krause, deutscher Handballspieler

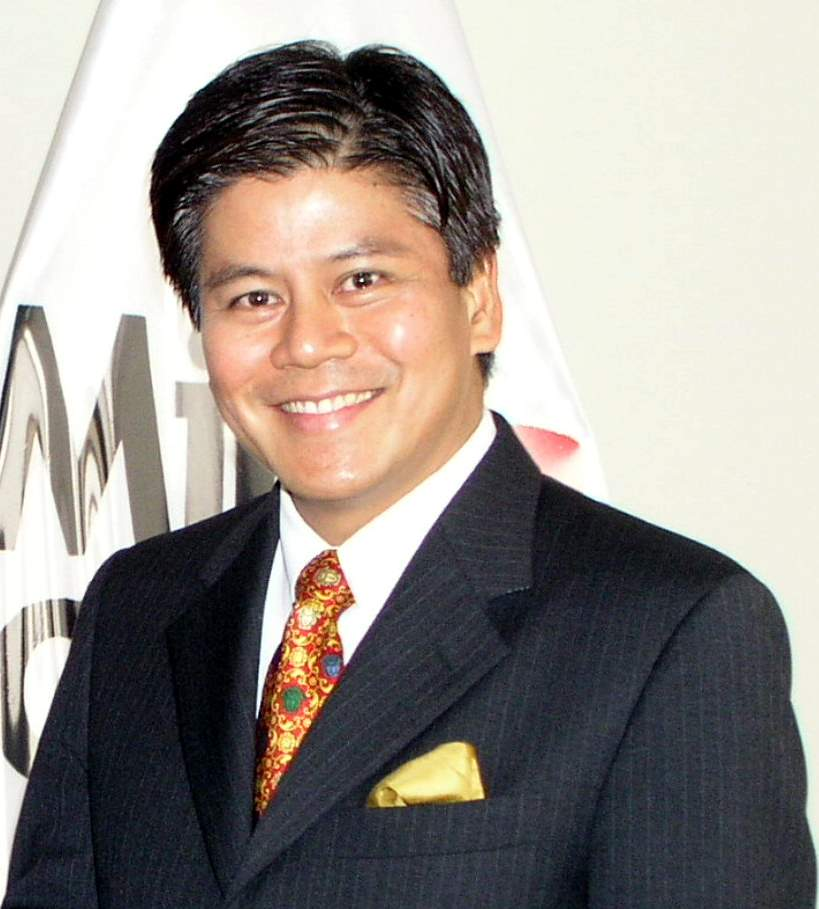
Kantathi Suphamongkhon (* 1952)

- 1952: Kantathi Suphamongkhon, thailändischer Politiker, Minister
- 1953: Pierre Anna Gaston Aspeslag, belgische Kriminalschriftsteller
- 1953: Wilhelm Sabri Hoffmann Vorsitzender der Christlich-Islamischen Gesellschaft
- 1954: Reinhard Gaier, deutscher Richter des Bundesverfassungsgerichts
- 1954: Gerd Knoblauch, deutscher Fußballspieler
- 1954: Eckhardt Rehberg, deutscher Politiker
- 1956: Miguel Bosé, spanischer Sänger und Schauspieler
- 1956: Rolf Henke, deutscher Luftfahrtingenieur und Professor
- 1956: Rainer Höft, deutscher Handballspieler
- 1956: Hans-Jakob Mosimann, Schweizer Rechtswissenschaftler
- 1956: Judie Tzuke, britische Musikerin
- 1957: Yves Chaland, französischer Zeichner und Comicbuchautor
- 1957: Christoph Grimm, deutscher Jurist und Politiker
- 1957: Johanna Walser, deutsche Schriftstellerin und Übersetzerin

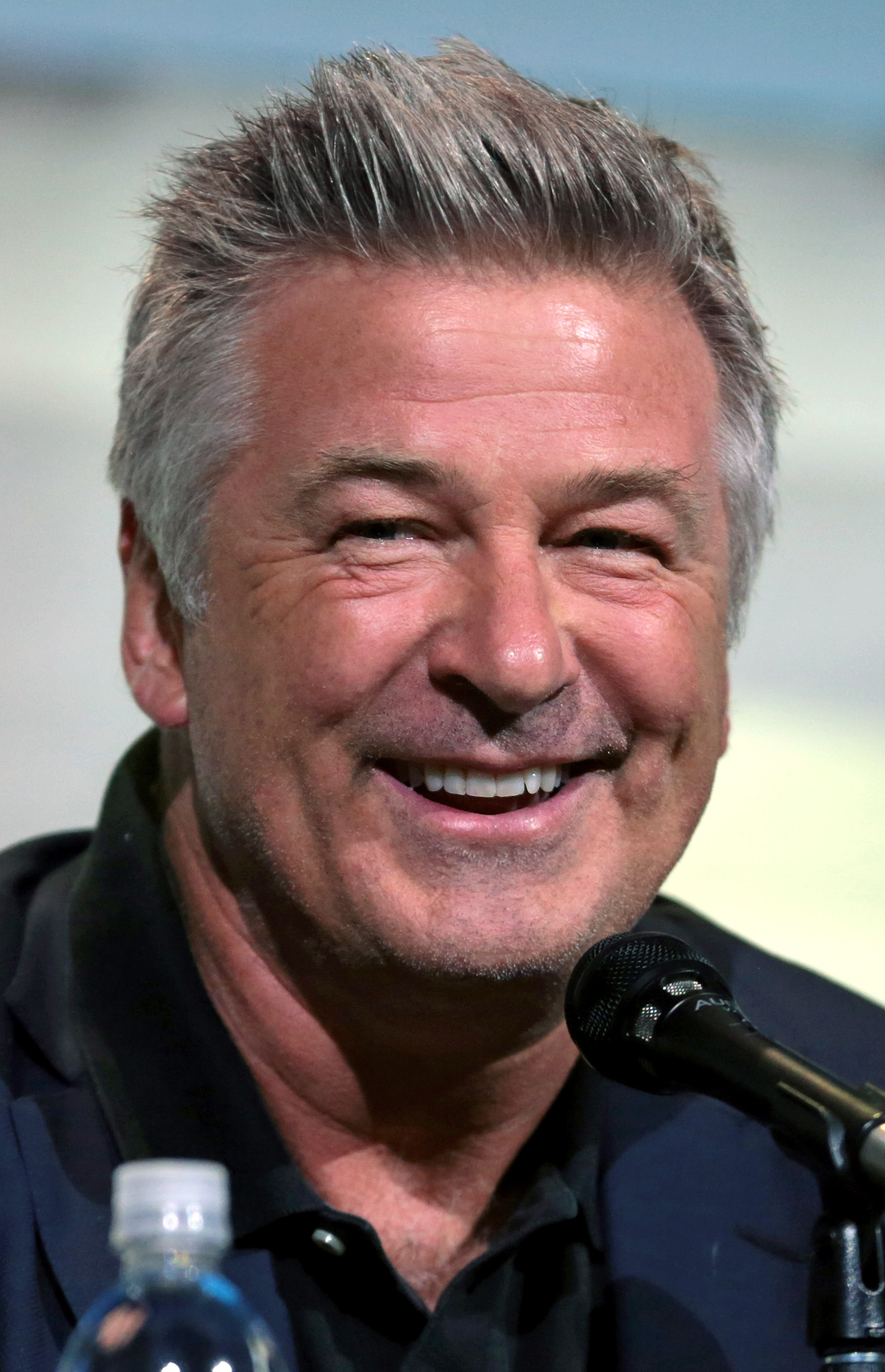
Alec Baldwin (* 1958)

- 1958: Alec Baldwin, US-amerikanischer Schauspieler
- 1958: Esther Wenger, deutsche Fernsehregisseurin und -produzentin
- 1958: Francesca Woodman, US-amerikanische Fotokünstlerin
- 1959: Mark Adler, US-amerikanischer Informatiker und Raumfahrtingenieur
- 1959: Fermín Vélez, spanischer Autorennfahrer
- 1959: David Hyde Pierce, US-amerikanischer Schauspieler
- 1959: Tadej Slabe, slowenischer Geograph und Extremkletterer
- 1960: Arjen Lucassen, niederländischer Musiker und Komponist
- 1961: Angelo d’Arrigo, italienischer Gleitschirm- und Hängegleiterpilot
- 1961: Eddie Murphy, US-amerikanischer Schauspieler und Komiker
- 1961: Elizabeth Gracen, US-amerikanische Schauspielerin und Model
- 1961: Edward Highmore, britischer Filmschauspieler
- 1961: Bastienne Schmidt, deutsche Fotografin
- 1962: Salma Agha, britische Sängerin und Schauspielerin
- 1962: James Black, US-amerikanischer Schauspieler
- 1962: James E. Davis, US-amerikanischer Politiker
- 1962: Carsten Köthe, deutscher Hörfunkmoderator
- 1962: Mike Ness, US-amerikanischer Gitarrist und Sänger (Social Distortion)
- 1962: Jennifer Rubin, US-amerikanische Schauspielerin
- 1962: Werner Rusche, deutscher Fußballspieler
- 1963: Criss Oliva, US-amerikanischer Gitarrist
- 1963: Daniela Hoffmann, deutsche Schauspielerin und Synchronsprecherin
- 1963: Duanne Moeser, deutscher und kanadischer Eishockeyspieler
- 1964: Lincoln Asquith, britischer Sprinter
- 1964: Marco Ballotta, italienischer Fußballspieler und Sportdirektor
- 1964: Richard Bella, zentralafrikanischer Basketballspieler
- 1964: Cho Sung-hoon, südkoreanischer Skilangläufer
- 1964: Ole Diehl, deutscher Diplomat und Politikwissenschaftler
- 1964: Nigel Farage, britischer Politiker, Kommentator, Autor und Radiomoderator
- 1964: Almut Getto, deutsche Filmregisseurin und Drehbuchautorin
- 1964: Florian Hassel, deutscher Journalist
- 1964: Christian Heindl, österreichischer Musikwissenschaftler und Journalist
- 1964: Andrei Wjatscheslawowitsch Lomakin, russischer Eishockeyspieler
- 1964: Claire Perry, britische Politikerin
- 1964: Bjarne Riis, dänischer Radrennfahrer
- 1966: Alexei Barsov, usbekischer Schachgroßmeister

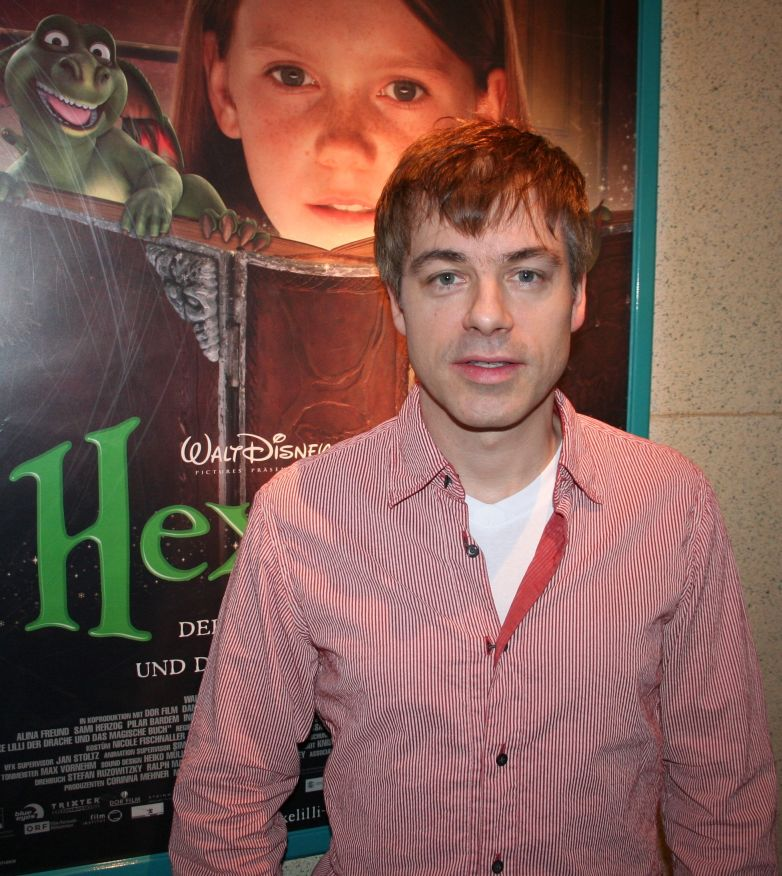
Michael Mittermeier (* 1966)

- 1966: Michael Mittermeier, deutscher Komiker
- 1967: Ilya Itin, russischer Pianist und Musikpädagoge
- 1967: Mark Skaife, australischer Autorennfahrer
- 1967: Cristi Puiu, rumänischer Filmregisseur und Drehbuchautor
- 1968: Tariq Ahmad, Baron Ahmad of Wimbledon, britisch-pakistanischer Geschäftsmann und Politiker
- 1968: Sebastian Bach, kanadischer Rocksänger (Skid Row)
- 1968: Jamie Hewlett, britischer Comiczeichner (Tank Girl, Gorillaz)
- 1968: Bernd Karbacher, deutscher Tennisspieler
- 1969: Ben Mendelsohn, australischer Schauspieler und Musiker
- 1971: Thorstein Aaby, norwegischer Gitarrist

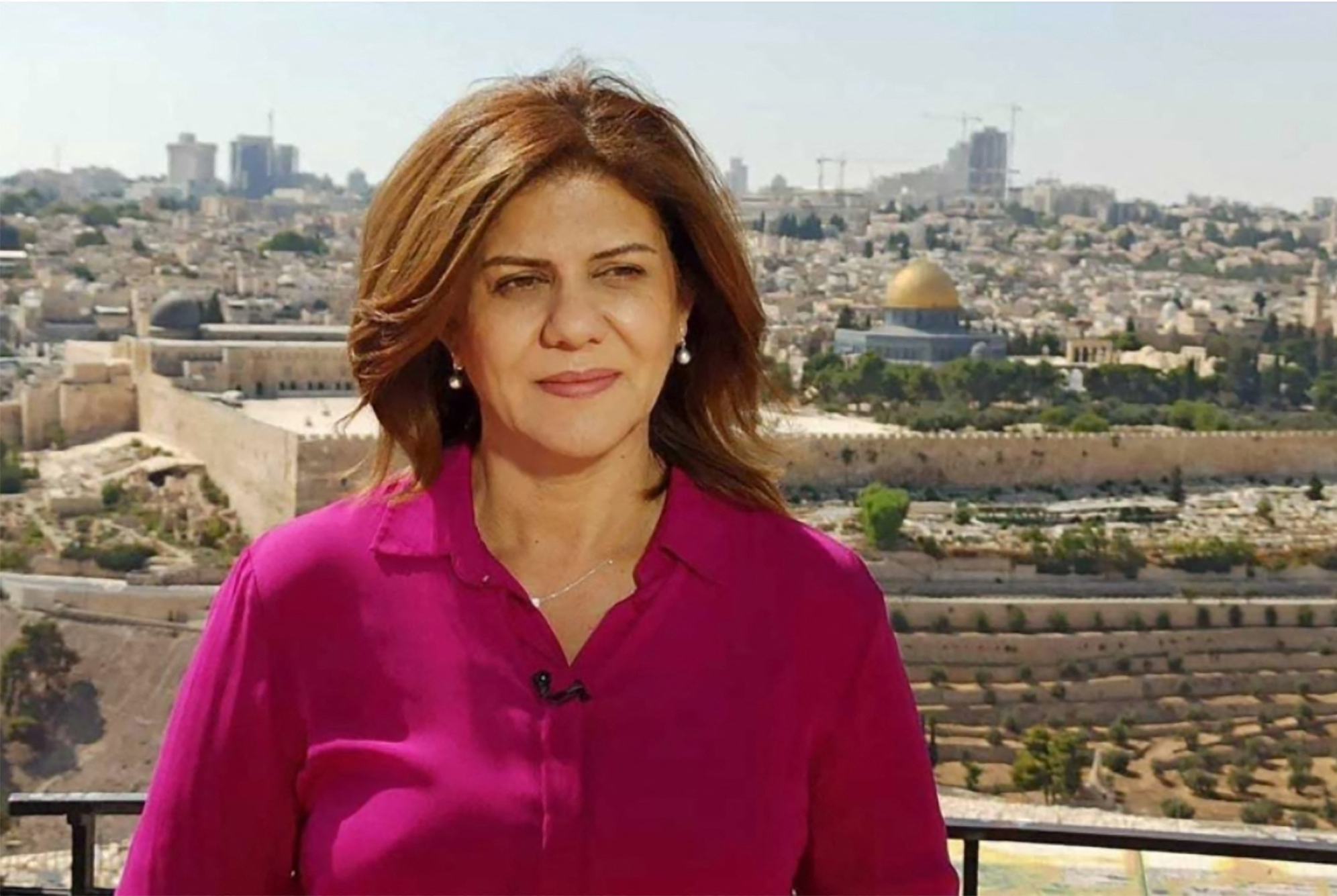
Shireen Abu Akleh (* 1971)

- 1971: Shireen Abu Akleh, palästinensisch-amerikanische Journalistin
- 1971: Vitālijs Astafjevs, lettischer Fußballspieler
- 1971: Anastassija Jurjewna Saworotnjuk, russische Schauspielerin
- 1971: Picabo Street, US-amerikanische Skiläuferin
- 1972: Jennie Garth, US-amerikanische Schauspielerin
- 1972: Catherine McCormack, britische Schauspielerin und Filmproduzentin
- 1972: Sandrine Testud, französische Tennisspielerin
- 1973: Christopher Reitz, deutscher Hockeyspieler
- 1973: Marek Kincl, tschechischer Fußballspieler
- 1973: Matthew Ferguson, kanadischer Schauspieler
- 1973: Dagur Sigurðsson, isländischer Handballspieler und -trainer
- 1974: Klavs Bruun Jørgensen, dänischer Handballspieler und -trainer
- 1974: Reinhard Fuchs, österreichischer Komponist und Dirigent
- 1974: Mounir al-Motassadeq, marokkanischer Terrorist
- 1975: Ivo Jan, slowenischer Eishockeyspieler
- 1975: Satoshi Yagisawa, japanischer Komponist

#### 1976–2000
- 1976: Ulrika Babiaková, slowakische Astronomin und Asteroidenentdeckerin
- 1976: Martina Holzner, deutsche Politikerin
- 1976: Inka Müller-Schmäh, deutsche Rechtsanwältin und Fußballschiedsrichterin
- 1976: Ally Storch,  deutsche Geigerin und Studiomusikerin
- 1977: Alen Avdić, bosnisch-herzegowinischer Fußballspieler
- 1977: Tanja Gutmann, Miss Schweiz 1997

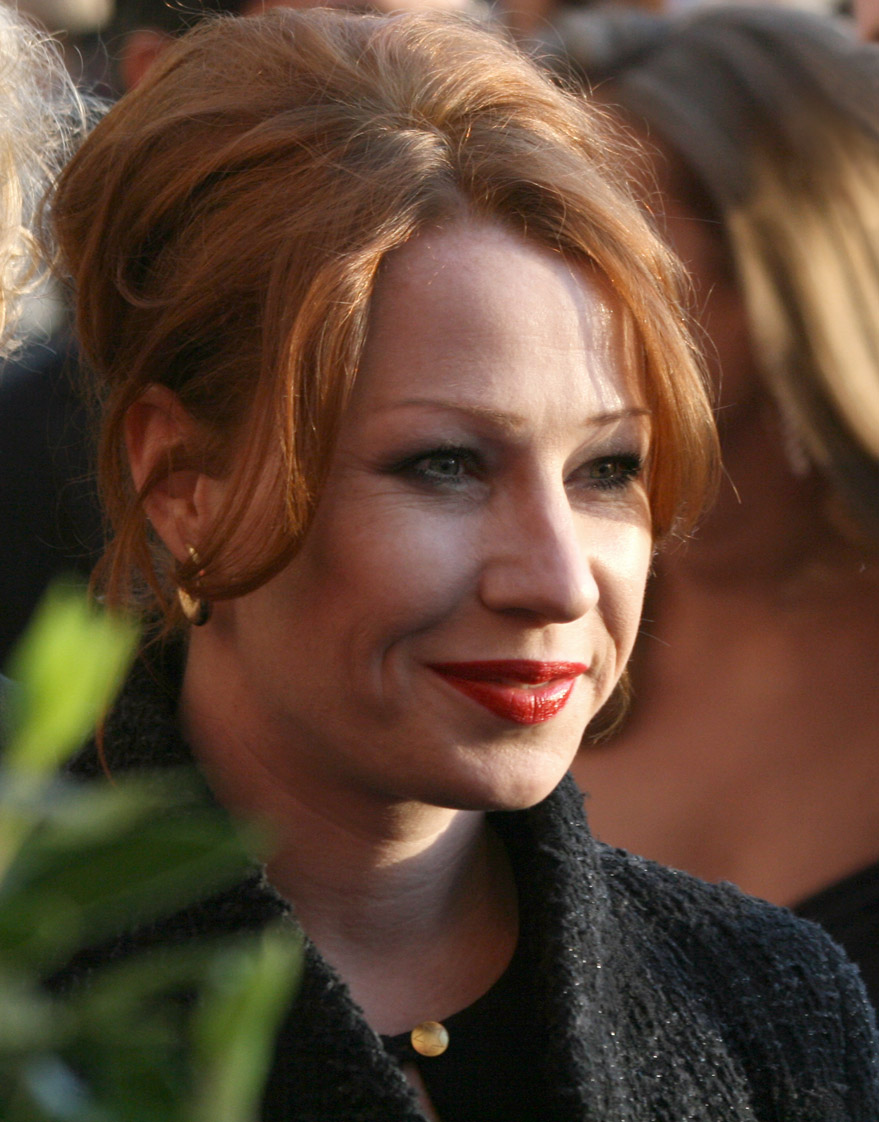
Birgit Minichmayr (* 1977)

- 1977: Birgit Minichmayr, österreichische Schauspielerin
- 1978: Matthew Goode, britischer Schauspieler
- 1978: Tommy Haas, deutscher Tennisspieler
- 1978: John Smit, südafrikanischer Rugbyspieler
- 1978: Raja Toumi, tunesische Handballspielerin
- 1979: Aggelis Armenatzoglou, griechischer Bahn- und Straßenradrennfahrer
- 1979: Živilė Balčiūnaitė, litauische Langstreckenläuferin
- 1979: Stephan Just, deutscher Handballspieler
- 1979: Steve Simonsen, englischer Fußballspieler
- 1980: Johan Brunström, schwedischer Tennisspieler
- 1981: Gim, deutsche Sängerin
- 1981: Sebastian Jäger, deutscher Schauspieler und Model
- 1981: Felicia Notbom, deutsche Fußballspielerin
- 1982: Karol Beck, slowakischer Tennisspieler
- 1982: Sofia Boutella, algerische Tänzerin und Schauspielerin
- 1982: Fler, deutscher Rapper
- 1982: Kristian Nicht, deutscher Fußballspieler

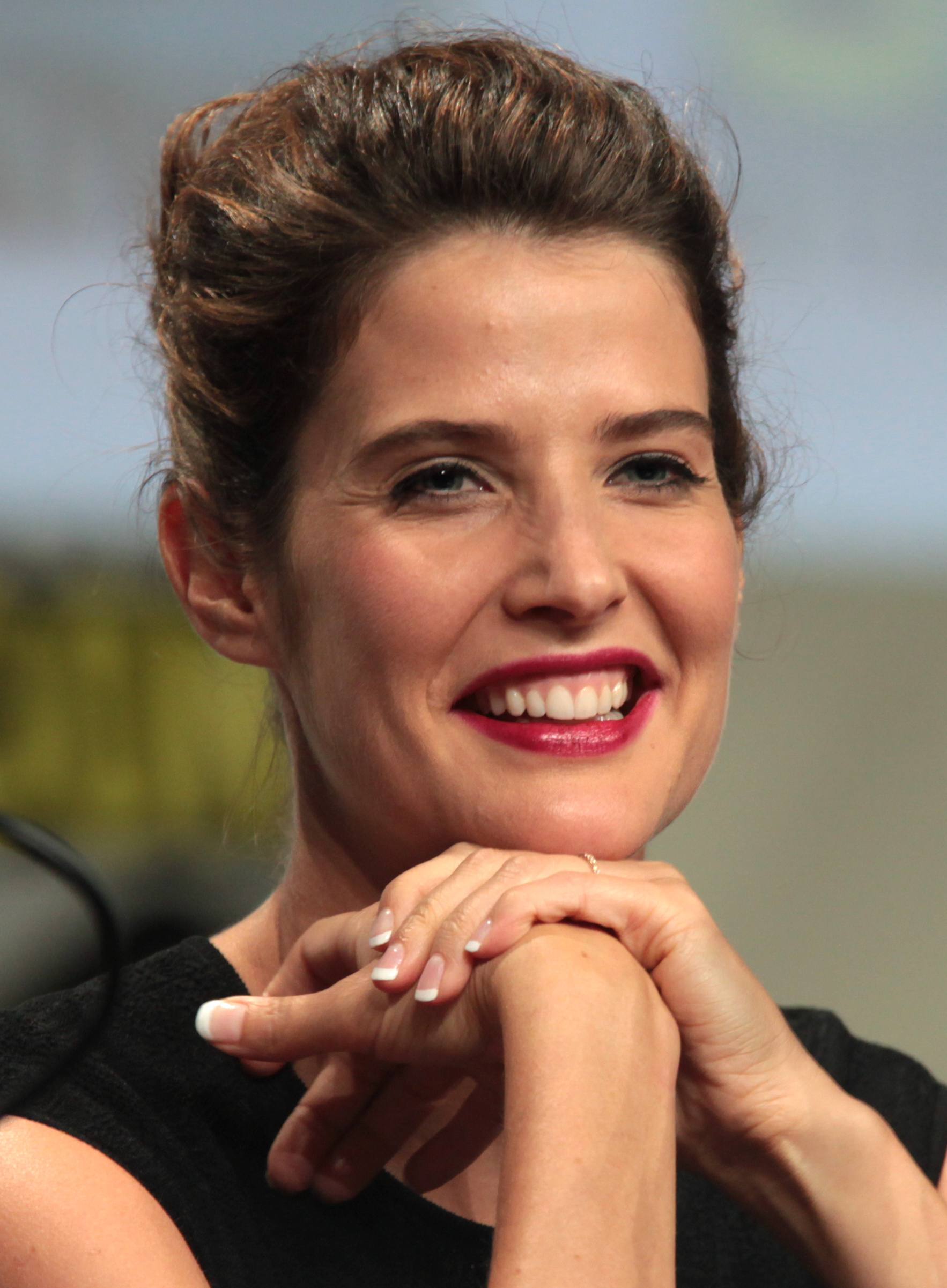
Cobie Smulders (* 1982)

- 1982: Cobie Smulders, kanadische Schauspielerin
- 1982: Daniel Svensson, dänischer Handballspieler
- 1983: Ludovic Butelle, französischer Fußballtorhüter
- 1984: Selina Gasparin, Schweizer Biathletin
- 1984: Maxi López, argentinischer Fußballspieler
- 1985: Osmay Acosta, kubanischer Boxer
- 1985: Christin Heim, deutsche Schauspielerin
- 1985: Leona Lewis, britische Sängerin
- 1985: Jari-Matti Latvala, finnischer Rallyefahrer
- 1986: Vahid Asghari, persischer Menschenrechtsaktivist
- 1986: Kristina Bille, dänische Handballspielerin
- 1986: Amanda Bynes, US-amerikanische Schauspielerin
- 1986: Sergio Canamasas, spanischer Rennfahrer
- 1986: Jekaterina Sergejewna Kurotschkina, russische Fußballschiedsrichterassistentin
- 1986: Emmanuel Mathias, togoischer Fußballspieler
- 1987: Glen Akama-Eseme, kamerunischer Fußballspieler
- 1987: Julián Simón, spanischer Motorradrennfahrer
- 1988: Christiane Seidel, deutsch-amerikanische Schauspielerin
- 1989: Zsuzsanna Jakabos, ungarische Schwimmerin
- 1989: Iveta Korešová, tschechische Handballspielerin
- 1990: Laura Glaser, deutsche Handballtorfrau
- 1990: Lovre Kalinić, kroatischer Fußballtorwart
- 1990: Sotirios Ninis, griechischer Fußballspieler
- 1991: Hayley Kiyoko, US-amerikanische Schauspielerin, Sängerin und Tänzerin
- 1991: Markus Eisenbichler, deutscher Skispringer
- 1992: Julija Andrejewna Jefimowa,  russische Brustschwimmerin
- 1992: Marike Steinacker, deutsche Diskuswerferin
- 1994: Renáta Csiki, ungarische Handballerin
- 1995: William, brasilianischer Fußballspieler
- 1995: Pascal Itter, deutscher Fußballspieler
- 1995: Florian Kohls, deutscher Fußballspieler
- 1995: Adrien Rabiot, französischer Fußballspieler
- 1996: Youri Duplessis Kergomard, französischer Freestyle-Skier
- 1996: Fabián, spanischer Fußballspieler
- 1996: Milena Tscharntke, deutsche Schauspielerin
- 1997: Gabriel Jesus, brasilianischer Fußballspieler
- 1998: Wout Faes, belgischer Fußballspieler
- 1998: Carla Reemtsma, deutsche Klimaschutzaktivistin
- 1999: Mert Müldür, türkisch-österreichischer Fußballspieler
- 2000: Nils Piwernetz, deutscher Fußballspieler

### 21. Jahrhundert
- 2001: Lars Dendoncker, belgischer Fußballspieler
- 2002: Dennis Gorka, deutscher Fußballspieler

## Gestorben

### Vor dem 16. Jahrhundert
- 0963: Wilhelm III., Herzog von Aquitanien
- 1131: Stephan II., König von Ungarn, Kroatien und Dalmatien
- 1151: Arnold I., Erzbischof von Köln
- 1167: Roman I., römisch-katholischer Bischof der Diözese Gurk
- 1171: Philipp von Milly, siebter Großmeister des Templerordens
- 1194: Bárðr Guthormsson, norwegischer Lehnsmann, Anführer der Birkebeiner im norwegischen Bürgerkrieg
- 1194: Sigurd Magnusson, norwegischer Gegenkönig
- 1203: Arthur I., Herzog von Bretagne
- 1248: Simon, Abt in Münsterschwarzach
- 1253: Richard von Chichester, Bischof von Chichester
- 1264: William Button, Bischof von Bath und Wells
- 1287: Honorius IV., Papst
- 1293: Rudolf II. von Habsburg-Laufenburg, Bischof von Konstanz
- 1348: Adolf VI., Graf von Berg
- 1348: Johann II. von Sizilien, Herzog von Athen und Neopatria
- 1350: Odo IV., Herzog von Burgund, Graf von Burgund und Graf von Artois
- 1367: John de Ferrers, englischer Adeliger
- 1407: Ulman Stromer, deutscher Kaufmann im Mittelalter
- 1447: Niccolò d’Acciapaccio, Erzbischof von Capua, Kardinal
- 1472: Leon Battista Alberti, italienischer Humanist, Architekt und Architekturtheoretiker
- 1473: Alessandro Sforza, Herrscher über Pesaro
- 1477: Guy de Brimeu, burgundischer Adeliger und Diplomat

### 16. bis 18. Jahrhundert
- 1515: Bartholomäus von Münsterberg, Herzog von Münsterberg und Graf von Glatz
- 1525: Giovanni Rucellai, italienischer Dichter
- 1538: Elizabeth Boleyn, englische Adelige und Hofdame Katharina von Aragóns, Mutter von Anne und Mary Boleyn
- 1540: Garcia de Noronha, Vizekönig von Portugiesisch-Indien
- 1545: Antonio de Guevara, spanischer Schriftsteller und Historiker
- 1546: Mikuláš Konáč z Hodiškova, tschechischer Drucker, Verleger, Übersetzer und Schriftsteller
- 1547: Ludger tom Ring der Ältere, deutscher Maler und Buchdrucker
- 1552: Benedikt Pauli, deutscher Rechtswissenschaftler
- 1582: Takeda Katsuyori, Daimyō der japanischen Sengoku-Zeit
- 1582: Takeda Nobukatsu, Sohn von Takeda Katsuyori
- 1585: Gabriel Kristiernsson Oxenstierna, schwedischer Militär und Staatsmann
- 1596: Koca Sinan Pascha, osmanischer Feldherr und Politiker
- 1604: Jacob Kleinhempel, erzgebirgischer Hammerherr
- 1606: Charles Blount, 1. Earl of Devonshire, englischer Staatsmann und Vizekönig von Irland
- 1618: Jakob Adam, deutscher Prediger
- 1622: Cornelis Fransz. de Witt, holländischer Politiker
- 1624: Kemankeş Ali Pascha, Großwesir des Osmanischen Reiches
- 1626: Florent von Berlaymont, Graf von Berlaymont und Lalaing, Statthalter von Namur, Artois, Geldern-Zutphen und Luxemburg
- 1631: Philipp Dulichius, deutscher Komponist
- 1650: Christian Gueintz, deutscher Pädagoge und Sprachgelehrter
- 1654: Samuel Scheidt, deutscher Komponist, Organist und Hofkapellmeister
- 1655: Andrzej Niżankowski, polnischer Organist und Komponist
- 1675: Lê Gia Tông, vietnamesischer Kaiser
- 1682: Bartolomé Esteban Murillo, spanischer Maler
- 1686: Baltasar de la Cueva Enríquez, spanischer Kolonialverwalter und Vizekönig von Peru
- 1691: Jean Petitot, Schweizer Miniaturenmaler
- 1695: Melchior de Hondecoeter, niederländischer Maler
- 1699: Georg Götze, deutscher lutherischer Theologe
- 1702: Johann Franz Khuen von Belasi, Fürstbischof von Brixen
- 1718: Franziska Barbara von Weltz, Gräfin von Hohenlohe, Herrin von Wilhermsdorf
- 1733: Wenzel Render, Olmützer Steinmetzmeister und kaiserlich privilegierter Architekt
- 1747: Francesco Solimena, neapolitanischer Maler
- 1756: Anton Ospel, österreichischer Architekt und Baumeister
- 1762: Ernst Friedrich Arendt, preußischer Beamter
- 1767: Elisabeth Sophie Marie von Schleswig-Holstein-Norburg, Herzogin von Schleswig-Holstein-Plön sowie Herzogin zu Braunschweig und Lüneburg und Fürstin von Braunschweig-Wolfenbüttel, Sammlerin und Verfasserin religiöser Schriften
- 1769: Gerhard Tersteegen, deutscher Theologe und Dichter von Kirchenliedern
- 1769: Johann Conrad Wirz, Schweizer Zürcher Antistes
- 1773: Adam Gottlob Schirach, sorbischer Pfarrer, Physikotheologe und Schriftsteller
- 1777: Achaz Heinrich von Alvensleben, preußischer Generalmajor

### 19. Jahrhundert
- 1802: Georg Friedrich Kordenbusch von Buschenau, deutscher Mediziner und Astronom
- 1803: Hester Pitt, Countess of Chatham, britische Adelige
- 1804: Jędrzej Kitowicz, polnischer Geistlicher und Historiker
- 1811: Pieter Jozef Verhaghen, flämischer Maler
- 1812: Christoph Burckhardt, Schweizer Kaufmann und Sklavenhändler
- 1812: Sebastian Solan Speth von Zwiefalten, österreichischer Feldmarschallleutnant
- 1813: Friederike Brion, Muse von Johann Wolfgang von Goethe
- 1817: Friedrich Ludwig Wachter, deutscher Mathematiker und Astronom

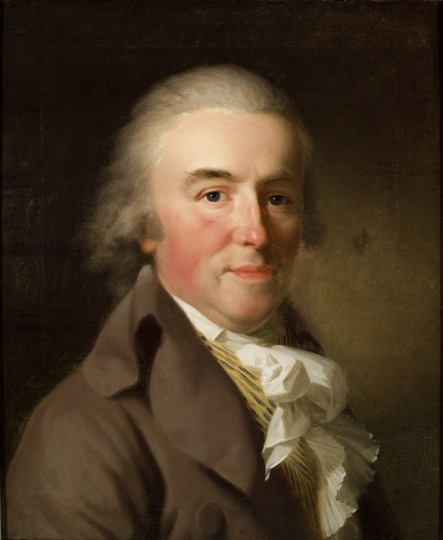
Friedrich Justin Bertuch († 1822)

- 1822: Friedrich Justin Bertuch, deutscher Unternehmer und Mäzen
- 1825: Otto von Loeben, deutscher Dichter
- 1826: Frantz Gotthard Howitz, dänischer Mediziner und Hochschullehrer
- 1827: Ernst Florens Friedrich Chladni, deutscher Naturwissenschaftler
- 1833: Hans Jakob von Auerswald, preußischer Generallandschaftspräsident
- 1833: Stepan Stepanowitsch Pimenow, russischer Bildhauer und Hochschullehrer
- 1837: Benjamin Christoph Gimmerthal, deutscher evangelischer Geistlicher
- 1838: Francesco Antommarchi, französischer Arzt
- 1841: Christian Gottlieb Konopack, deutscher Rechtswissenschaftler
- 1843: Matthias Joseph Anker, österreichischer Geologe
- 1849: Juliusz Słowacki, polnischer Dichter
- 1850: Wenzel Johann Tomaschek, böhmischer Musiklehrer und Komponist
- 1853: Joseph von Armansperg, bayerischer Staatsmann
- 1862: James Clark Ross, englischer Entdecker und Seefahrer

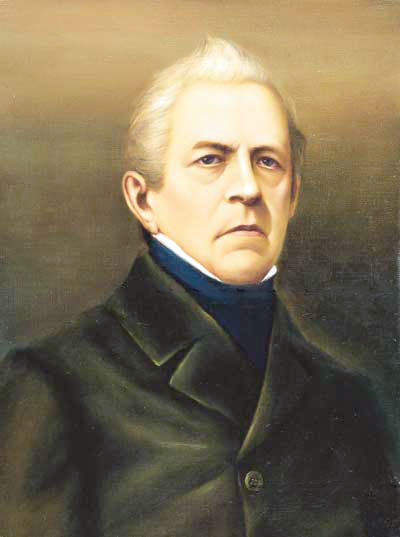
Franz Berwald († 1868)

- 1868: Franz Berwald, schwedischer Komponist und Violinist
- 1870: Samuel Chappuis, Schweizer evangelischer Geistlicher und Hochschullehrer
- 1870: Philipp Jaffé, deutscher Mediävist und Philologe
- 1871: Pedro Arce y Fagoaga, Präsident von El Salvador
- 1876: Henriette Davidis, deutsche Köchin und Kochbuchautorin
- 1876: Frédéric de Rougemont der Ältere, Schweizer Geograf, Historiker, Philosoph, Theologe und Politiker
- 1877: Thomas Peter Akers, US-amerikanischer Politiker
- 1880: Theodor Julius Hertel, deutscher Jurist und Bürgermeister
- 1882: Jesse James, US-amerikanischer Bandenanführer
- 1887: Friedrich Wilhelm Grimme, deutscher Schriftsteller, Heimatdichter und Botaniker

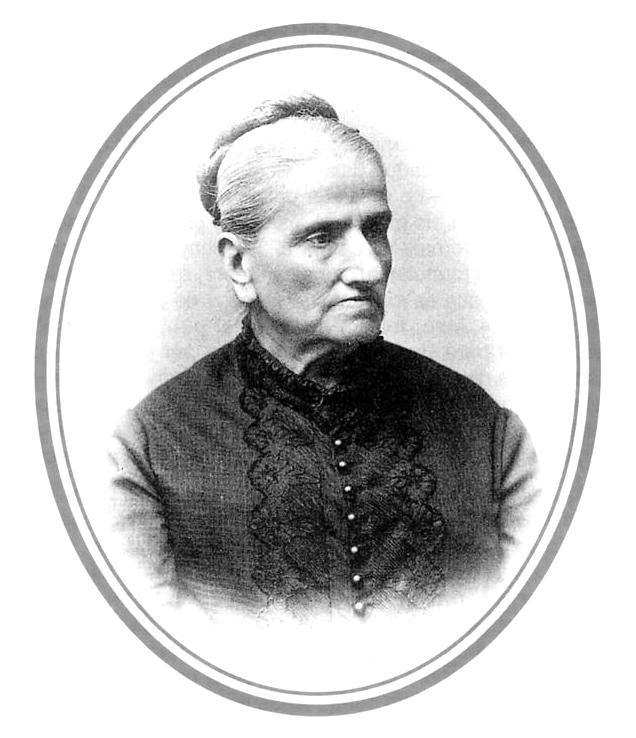
Dorotea de Chopitea († 1891)

- 1891ː Dorotea de Chopitea, salesianische Mitarbeiter Don Boscos
- 1893: Achille Apolloni, italienischer Kardinal
- 1894: Adolph Oppenheim, deutscher Landwirt und Rittergutsbesitzer
- 1897: Johannes Brahms, deutscher Komponist der Romantik
- 1899: Adolf Guyer-Zeller, Schweizer Unternehmer
- 1899ː Josephine Koch, Nonne und Ordensgründerin
- 1900: Ernest Francillon, Schweizer Uhrmacher, Unternehmer und Politiker

### 20. Jahrhundert

#### 1901–1950
- 1902: Andreas Reischek, österreichischer Ethnograph, Ornithologe und Forschungsreisender
- 1907: Désirée Artôt de Padilla, belgische Opernsängerin
- 1907: Theodor Aufrecht, deutscher Indologe und Sanskritist
- 1909: Benjamin Johnson Lang, US-amerikanischer Organist, Pianist, Dirigent und Komponist

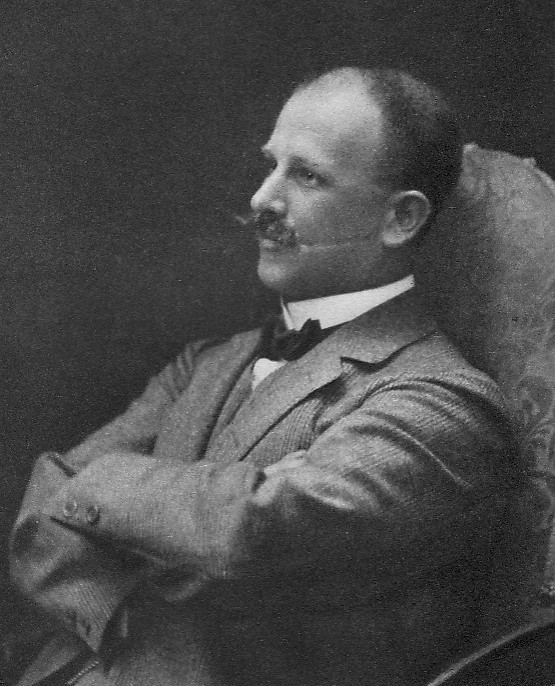
Richard Abegg († 1910)

- 1910: Richard Abegg, deutscher Chemiker
- 1910: Beda Adlhoch, deutscher Mönch
- 1910ː Catherine Helen Spence, australische Schriftstellerin, Feministin und Sozialreformerin
- 1915: Jizchok Leib Perez, polnischer jiddischsprachiger Schriftsteller
- 1915: Nadežda Petrović, serbische Malerin
- 1918: André Laporte, französischer Komponist
- 1919: Josef Durm, deutscher Architekt, Baubeamter und Hochschullehrer
- 1919: Paul Geisler, deutscher Dirigent und Komponist
- 1930: Emma Albani, kanadische Sängerin
- 1932: Friedrich Wilhelm Franke, deutscher Organist
- 1932: Heinrich Limbertz, deutscher Politiker

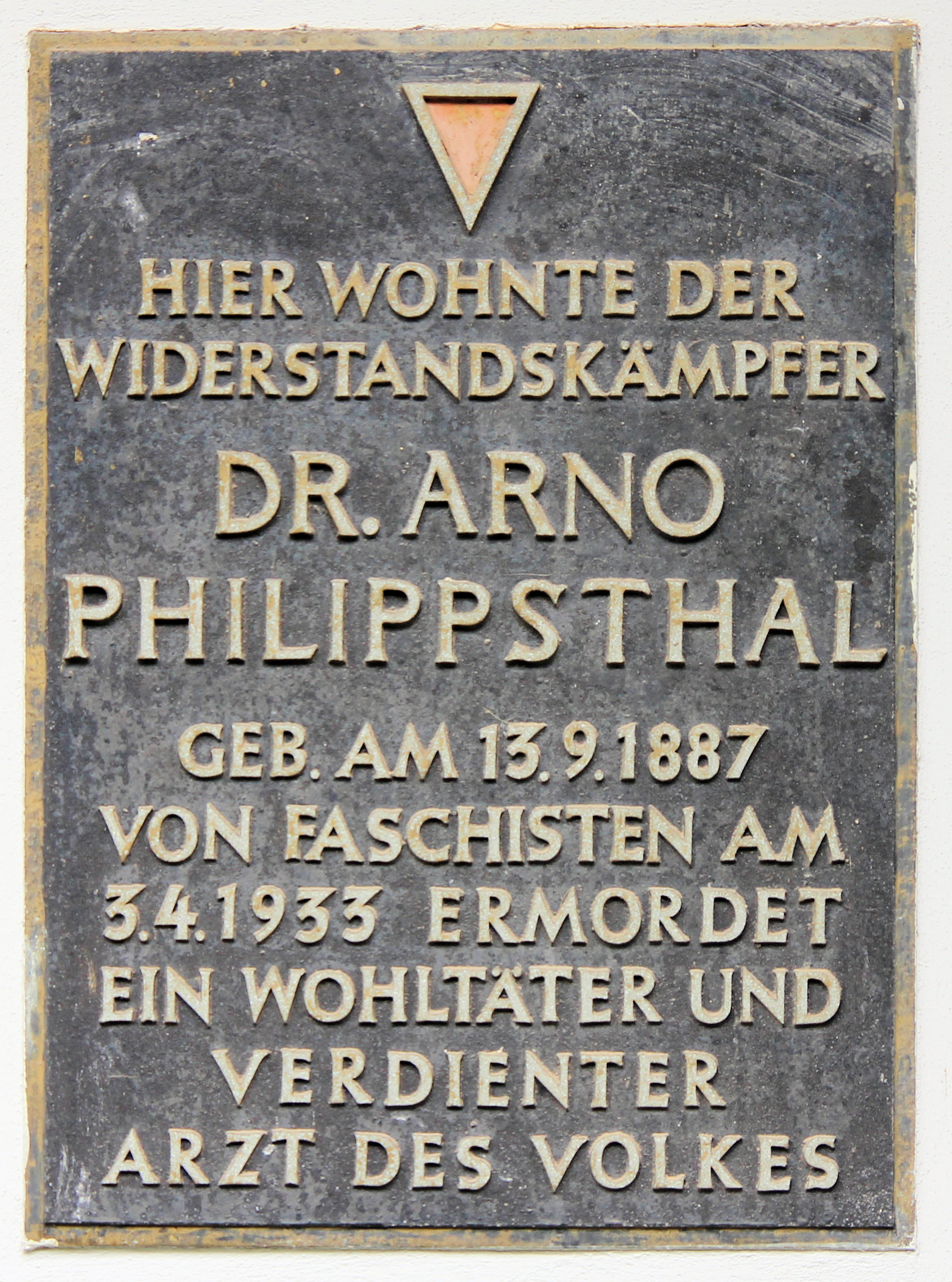
Arno Philippsthal († 1933)

- 1933: Arno Philippsthal, deutscher Arzt, erstes jüdisches Opfer der Nazis in Berlin
- 1935: Hermann Zimmermann, deutscher Bauingenieur
- 1936: Bruno Richard Hauptmann, angeblicher Entführer und Mörder des Sohns von Charles Lindbergh
- 1936: Armando Quezada Acharán, chilenischer Politiker und Wirtschaftswissenschaftler
- 1940: Josef Ponten, deutscher Architekt, Kunsthistoriker und Schriftsteller
- 1940: Peter Wust, deutscher christlicher Existenzphilosoph
- 1940: Walter Eisfeld, Lagerkommandant des KZ Sachsenhausen und KZ Neuengamme
- 1941: Pál Teleki, ungarischer Wissenschaftler und Politiker
- 1942: Paul Gilson, belgischer Komponist
- 1942: Albert Siklós, ungarischer Komponist

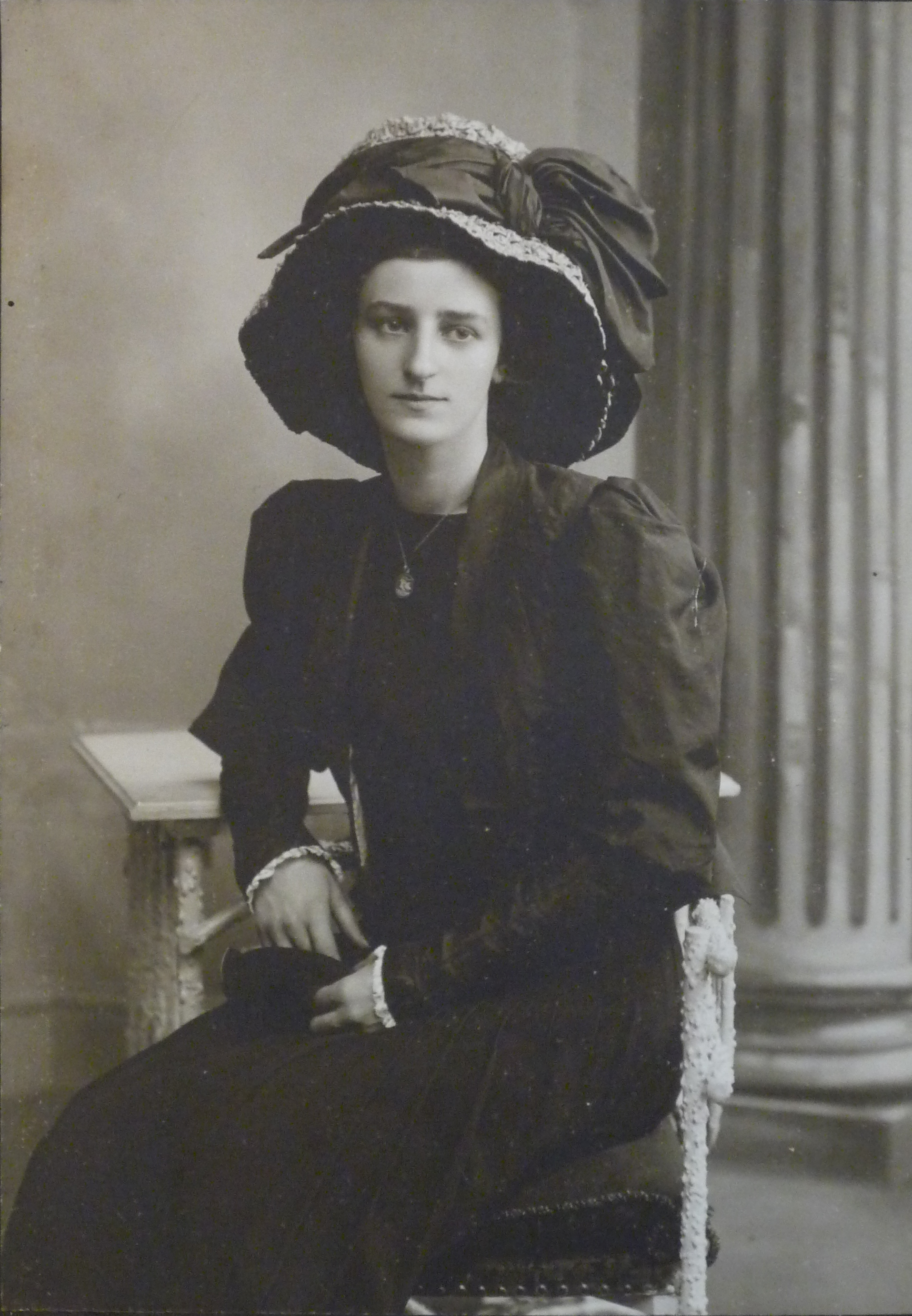
Kasia von Szadurska († 1942)

- 1942: Kasia von Szadurska, deutsche Malerin und Grafikerin des Expressionismus und der Neuen Sachlichkeit
- 1943: Anna von Gierke, deutsche Sozialpädagogin und Politikerin
- 1943: Conrad Veidt, deutscher Filmschauspieler
- 1944: Karel Douša, tschechischer Komponist, Organist und Chorleiter
- 1946: Homma Masaharu, japanischer Führungsoffizier
- 1946: Minna Reichert, deutsche Frauenrechtlerin und Politikerin, MdL
- 1948: Jakob Haringer, deutscher Schriftsteller
- 1950: Kurt Weill, deutscher Komponist
- 1950: Adolf Wiklund, schwedischer Komponist, Dirigent und Pianist

#### 1951–2000
- 1952: Werner Paeckelmann, deutscher Geologe und Paläontologe
- 1953: Katharina Staritz, deutsche evangelische Theologin und Pfarrerin, Widerstandskämpferin in der NS-Zeit
- 1954: Remzi Oğuz Arık, türkischer Archäologe und Politiker
- 1955: Karl Hofer, deutscher Maler
- 1956ː Amelie Ruths, deutsche Malerin
- 1957: Willy Rickers, deutscher Landwirt und Politiker
- 1957: Paul Vallée, französischer Autorennfahrer
- 1957: Ned Sparks, kanadischer Schauspieler
- 1958: Emil Abel, österreichischer Chemiker
- 1958: Julius Paul Junghanns, deutscher Tiermaler
- 1958: Theodor Kramer, österreichischer Lyriker
- 1961: Rudolf Schwarz, deutscher Architekt
- 1962: Hans Christoffel, Schweizer Söldner und niederländischer Offizier
- 1962: Manolis Kalomiris, griechischer Komponist
- 1962: Grigol Kiladse, georgischer Komponist, Dirigent und Hochschullehrer

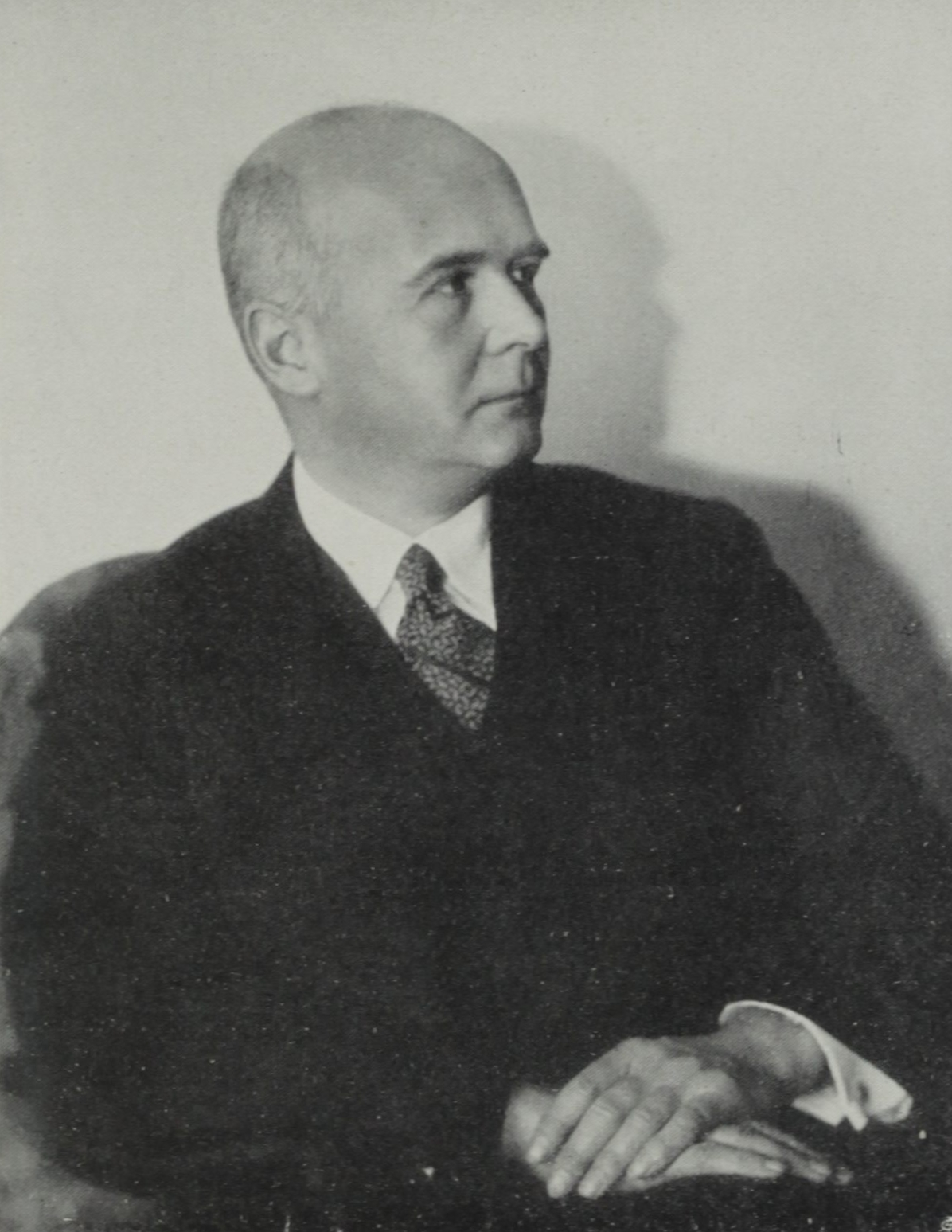
Eduard von der Heydt († 1964)

- 1964: Eduard von der Heydt, deutscher Bankier, Kunstsammler und Mäzen
- 1964: Aniela Szlemińska, polnische Sängerin und Gesangspädagogin
- 1965: Emile Lombard, französisch-schweizerischer evangelischer Geistlicher und Hochschullehrer
- 1970: Edith von Bonin, deutsche Malerin
- 1971ː Clara Codd, englisch-britische Theosophin, Autorin und Suffragette
- 1972: Ferde Grofé, US-amerikanischer Komponist, Arrangeur und Dirigent
- 1977: Benjamin Appel, US-amerikanischer Schriftsteller
- 1978: Hirano Ken, japanischer Schriftsteller und Literaturkritiker
- 1979: Alexander Andrae, deutscher Offizier
- 1979: Cornelius Ysselstyn, kanadischer Cellist und Musikpädagoge
- 1981: Stefan Herman, polnischer Geiger und Musikpädagoge
- 1982: Felix Brodtbeck, Schweizer Chorleiter und Organist
- 1987: Hans Cattini, Schweizer Eishockeyspieler
- 1988: Milton Caniff, US-amerikanischer Comiczeichner und -autor
- 1988: Dieter Mauritz, deutscher Tischtennisspieler
- 1988: Martin Wagenschein, deutscher Pädagoge, Didaktiker, Physiker, Mathematiker
- 1990: József Ács, jugoslawischer Maler, Kunstpädagoge und Kunstkritiker
- 1990: Fred Schulz, deutscher Fußballspieler und -trainer

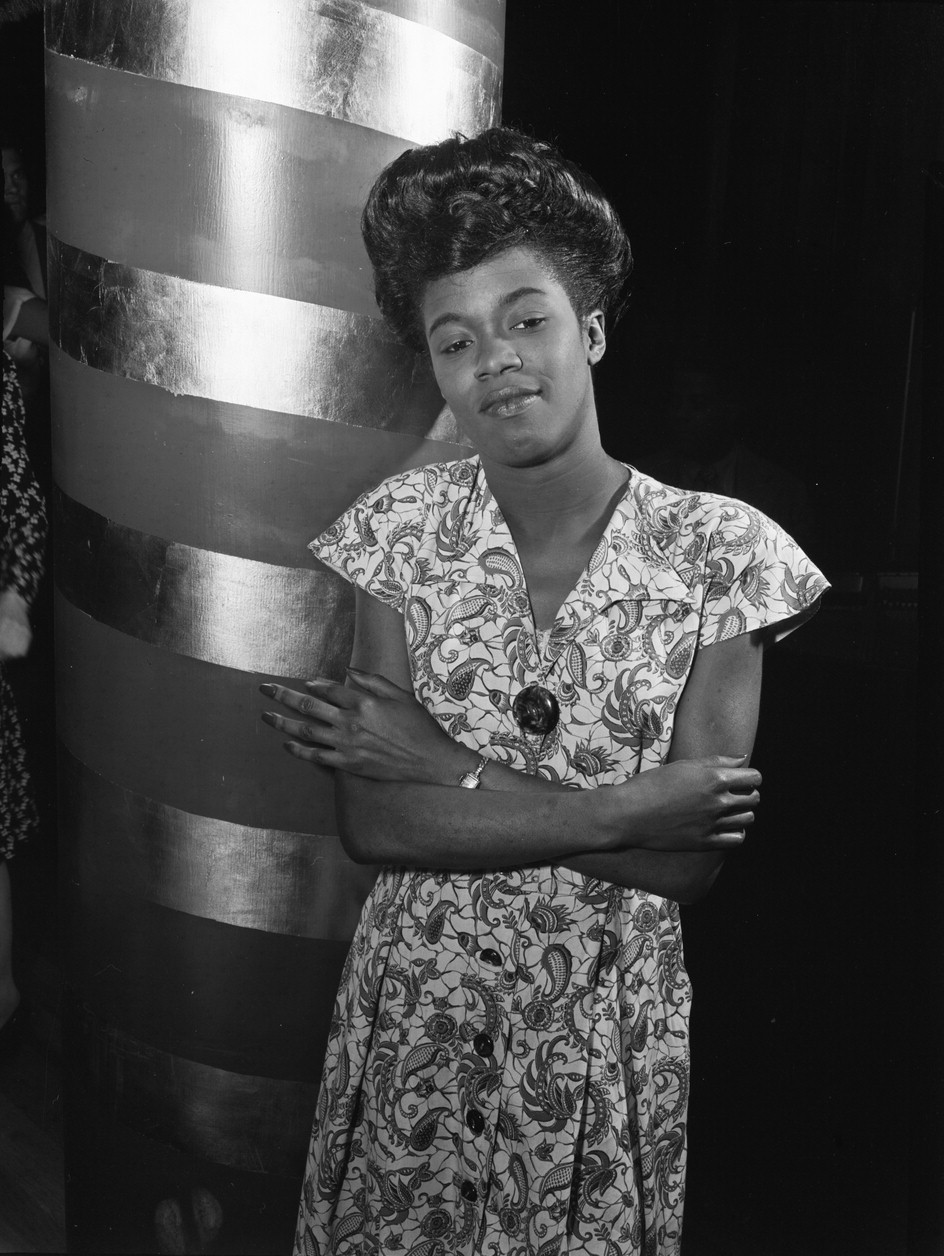
Sarah Vaughan († 1990)

- 1990: Sarah Vaughan, US-amerikanische Jazz-Sängerin
- 1991: Graham Greene, britischer Schriftsteller
- 1991: Robert Veyron-Lacroix, französischer Cembalist und Pianist
- 1992: Rodolfo Holzmann, peruanischer Komponist, Musikwissenschaftler und -pädagoge
- 1992: Francisco Simó Damirón, dominikanischer Pianist und Komponist
- 1993: Lydia Auster, estnische Komponistin
- 1993: Alexandre Mnouchkine, russisch-französischer Filmproduzent
- 1993: Götz Dieter Plage, deutscher Naturfilmer
- 1994: Jérôme Lejeune, französischer Mediziner
- 1994ː Beverly Johnson, US-amerikanische Bergsteigerin und Abenteurerin
- 1994: Alfred Zemanovský, slowakischer Komponist, Chorleiter und Musikverleger
- 1995: Ilsemarie Schnering, deutsche Schauspielerin
- 1996: Ron Brown, US-amerikanischer Politiker
- 1997: Lonnie William Austin, US-amerikanischer Old-Time-Musiker
- 1998: Mary Cartwright, englische Mathematikerin
- 1998: Rob Pilatus, deutscher Sänger
- 1998: Wolf Vostell, deutscher Maler, Bildhauer und Happeningkünstler
- 1999: Lionel Bart, britischer Musicalkomponist
- 2000: Mikołaj Antonowicz, polnischer Adliger und Militärperson
- 2000: Marta Hoepffner, deutsche Fotografin

### 21. Jahrhundert
- 2001: Martin Christoffel, Schweizer SchachspielerHeinz Drache († 2002)

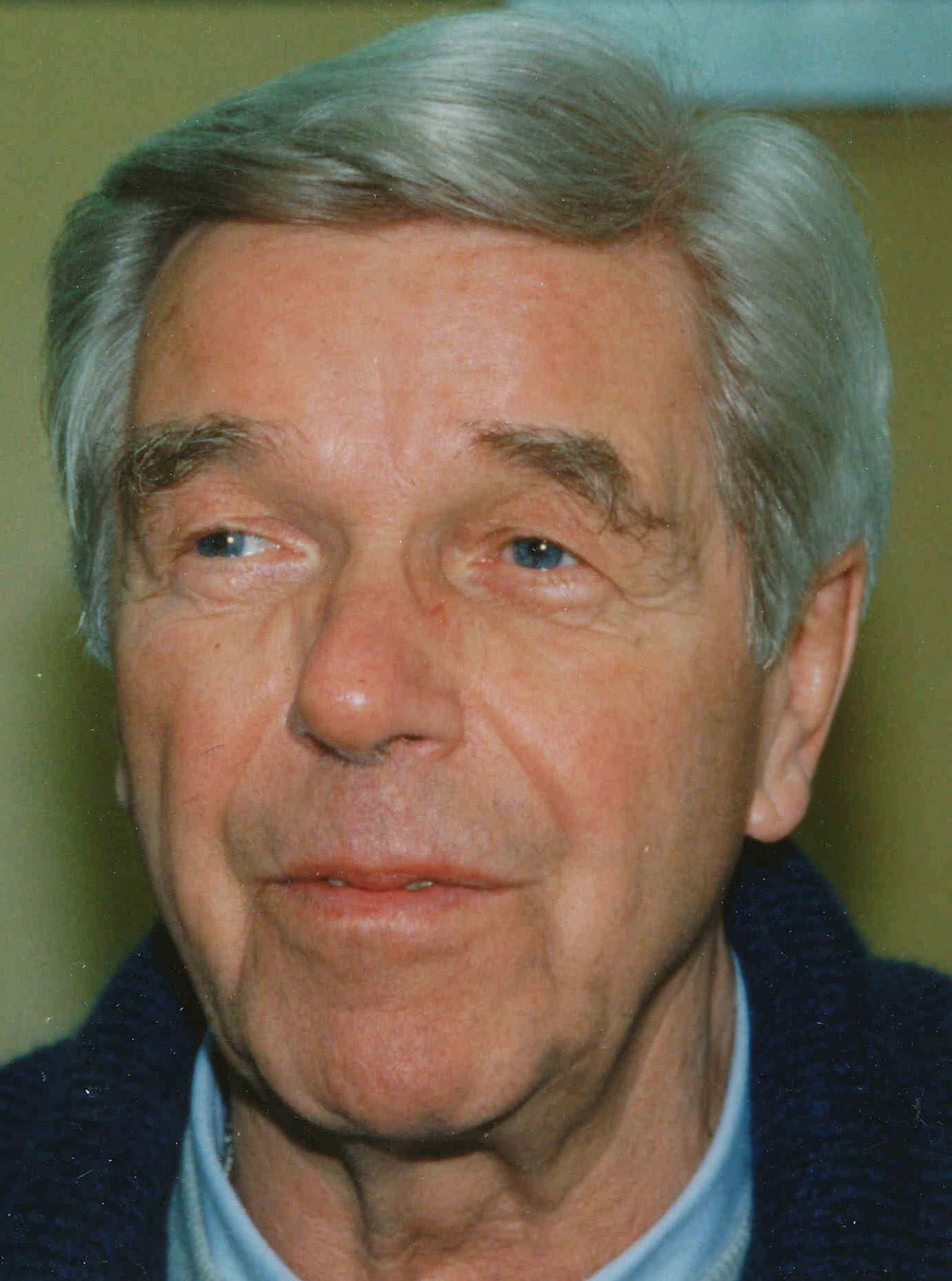
Heinz Drache († 2002)

- 2002: Heinz Drache, deutscher Schauspieler
- 2002: Frank Tovey, britischer Musiker
- 2003: Edwin Starr, US-amerikanischer Soul-Sänger
- 2004: Jamal Ahmidan, mutmaßlicher marokkanischer Terrorist
- 2004: Serhane Ben Abdelmajid, tunesischer Terrorist
- 2005: Aleksy Antkiewicz, polnischer Boxer
- 2005: Francesco De Leonibus, italienischer Autorennfahrer
- 2005: Kader Firoud, französischer Fußballspieler und -trainer
- 2005: Wolf Klaußner, deutscher Schriftsteller und Übersetzer
- 2007: Robin Montgomerie-Charrington, britischer Motorsportler
- 2008: Hrvoje Ćustić, kroatischer Fußballspieler
- 2008: Ivan Korade, kroatischer General
- 2009: Eva Evdokimova, US-amerikanische Primaballerina

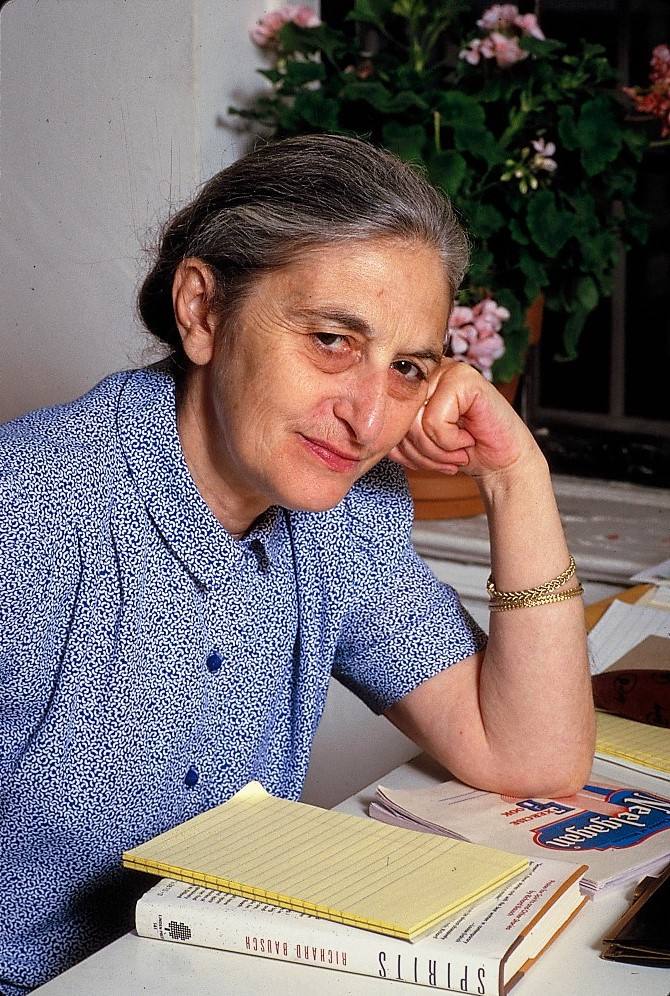
Ruth Prawer Jhabvala († 2013)

- 2010: Ferdinand Simoneit, deutscher Journalist, Bestsellerautor und Journalistenlehrer
- 2011: Calvin Russell, US-amerikanischer Singer-Songwriter
- 2012: Joe Scarpa, US-amerikanischer Wrestler
- 2012: José María Zárraga, spanischer Fußballspieler, -trainer und -funktionär
- 2013: Ruth Prawer Jhabvala, britische Schriftstellerin und Drehbuchautorin
- 2013: Sven Lehmann, deutscher Schauspieler
- 2015: Alfred Bollinger, Schweizer Mediziner
- 2015: Bob Burns, US-amerikanischer Schlagzeuger
- 2015: Traute Foresti, österreichische Lyrikerin
- 2015: Mathias Gnädinger, Schweizer Schauspieler
- 2015: Andrew Porter, britischer Musikkritiker und -wissenschaftler
- 2016: Joseph Medicine Crow, US-amerikanischer Indianerhäuptling vom Stamme der Absarokee
- 2016: Lars Gustafsson, schwedischer Schriftsteller
- 2016: Cesare Maldini, italienischer Fußballspieler und -trainer
- 2017: Jeannine Davis-Kimball, US-amerikanische Archäologin
- 2017: Renate Schroeter, deutsche Schauspielerin
- 2018: Carl Weiss, deutscher Journalist
- 2018: Lill-Babs, schwedische Schlagersängerin
- 2021: Guido Eugster, Schweizer Sänger und Musikproduzent
- 2021: Ho Lien Siew, singapurischer Basketballspieler
- 2021: Christian Wiyghan Tumi, kamerunischer Geistlicher
- 2022: June Brown, britische Schauspielerin
- 2022: Werner Klatt, deutscher Ruderer
- 2022: Einar Østby, norwegischer Skilangläufer
- 2023: Galarrwuy Yunupingu, Elder und Politiker der Aborigines, Sänger, Songwriter, Gitarrist und Maler
- 2024: Vitus Huonder, Schweizer Theologe und Bischof von Chur
- 2024: Kalevi Kiviniemi, finnischer Konzertorganist und Komponist
- 2024: Vera Tschechowa, deutsche Schauspielerin, Regisseurin und Produzentin
- 2025ː Amália Sterbinszky, ungarische Handballspielerin und -trainerin
- 2025ː Margarita Xhepa, albanische Schauspielerin

## Feier- und Gedenktage
- Kirchliche Gedenktage
  - Gerhard Tersteegen, deutscher Mystiker, Dichter und Seelsorger (evangelisch)
  - Hl. Richard von Chichester, englischer Kanzler und Bischof (katholisch)
- Namenstage
  - Richard

Weitere Einträge enthält die Liste von Gedenk- und Aktionstagen.